# 櫻木町站
櫻木町站（日语：／ Sakuragichō eki */?）是位於神奈川縣橫濱市中區櫻木町，屬於東日本旅客鐵道（JR東日本）、橫濱市交通局（橫濱市營地下鐵）的鐵路車站。本站的前身是1872年（明治5年）日本第一條鐵路通車時的初代橫濱站。之後隨著東海道本線的延伸，「橫濱站」的名稱讓予現在的橫濱站，1915年（大正4年）改稱櫻木町站。2004年（平成16年）1月30日以前，本站也是東急電鐵（東急）東橫線的終點站，兩日後的2月1日則隨著港未來線通車後廢站。

## 停站路線
JR東日本的根岸線與橫濱市營地下鐵的藍線（3號線）皆在此站停靠。兩者未設定聯絡運輸（聯絡運輸指定為鄰站橫濱站與關內站）。
- JR東日本： 根岸線 - 車站編號「JK 11」
- 橫濱市交通局： 橫濱市營地下鐵藍線 - 車站編號「B18」

JR東日本車站除了有根岸線與直通運行的京濱東北線列車，午間時段與早晚尖峰時刻也有經東神奈川站直通橫濱線的列車停靠。另外，此站是東海道本線支線（高島線）的分岔點，基本上只供貨物列車使用，沒有定期旅客列車運行。
橫濱線白天時段的根岸線直通列車以及平日所有橫濱線快速列車都在本站折返。

## 歷史

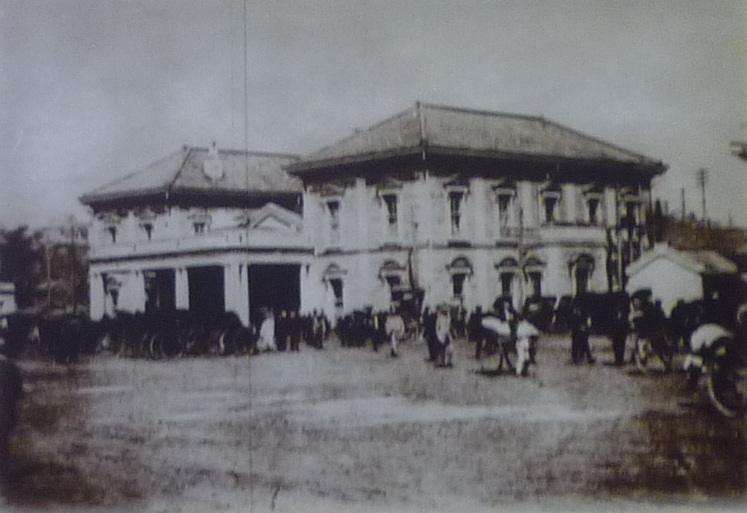
1923年當時的櫻木町站

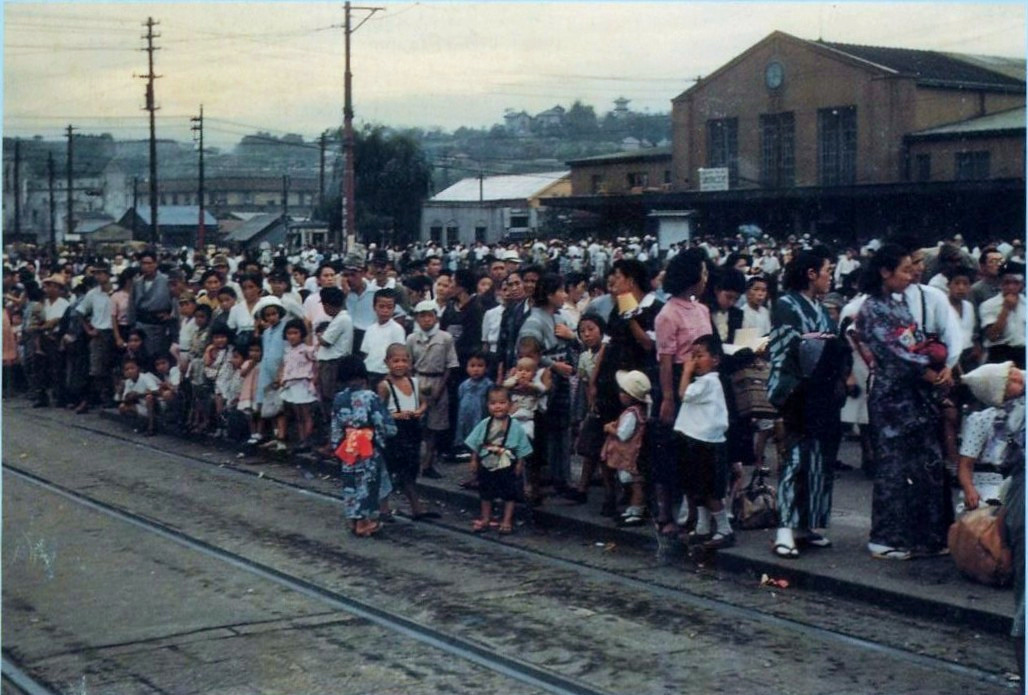
1946年櫻木町站前等待市電的人群（右側是第2代站房）

### JR東日本
前身為第一代橫濱站，與品川站並列為日本最早的鐵道車站。
- 1872年6月12日（明治5年5月7日）：品川 - 橫濱間通車，日本第一代橫濱站開業。
- 1873年（明治6年）9月15日：開始貨運業務。
- 1887年（明治20年）7月11日：官設鐵道延伸至國府津站，本站採折返式配線。
- 1909年（明治42年）10月12日：成為東海道本線所屬車站。
- 1915年（大正4年）
  - 8月15日：橫濱站（第2代）開業，本站改稱櫻木町站，為東海道線電車線終點站。廢止往程谷站（現在的保土谷站）的路線，解除折返式配線構造。
  - 12月30日：廢止貨運業務。
- 1923年（大正12年）9月1日：關東大地震，原站房燒毀。
- 1927年（昭和2年）：站房改建。
- 1951年（昭和26年）4月24日：站內京濱線電車起火，造成106名死亡、92人受傷（櫻木町事故、國鐵戰後五大事故之一）。
- 1964年（昭和39年）
  - 5月19日：根岸線至磯子站開通，本站改屬根岸線。
  - 6月1日：東海道本線貨物支線（高島線）開通至高島站（日语：高島駅 (神奈川県)）。
- 1987年（昭和62年）4月1日：國鐵分割民營化，本站成為東日本旅客鐵道車站。
- 1989年（平成元年）：舉行橫濱博覧會，站房遷移改建（現站房）。
- 1998年（平成9年）：入選「關東車站百選」。
- 2001年（平成13年）11月18日：IC卡「Suica」啟用。
- 2007年（平成19年）：付費區內新設電梯。
- 2014年（平成26年）
  - 7月1日：開設北剪票口與東西通道[2]。
  - 7月16日：由橫濱車站大樓（日语：横浜ステーションビル）管理、營運的商業設施「CIA櫻桜木町」開幕[3]。同時開設「櫻木町站西口廣場」[4]。
- 2015年（平成27年）7月25日：發車音樂改為《線路は続くよどこまでも》。
- 2018年（平成30年）8月10日：1、4號線的月台門啟用[5][6]。
- 2020年度：南側站房增建，開設新檢票口與新複合大樓[7]（參照後述）。

### 橫濱市營地下鐵
- 1976年（昭和51年）9月4日：3號線橫濱 - 伊勢佐木長者町間通車，本站開業。
- 2007年（平成19年）
  - 3月18日：IC卡「PASMO」啟用。
- 2008年（平成20年）3月30日：3號線新增愛稱「藍線」。
- 2012年（平成24年）5月1日：啟用無線網路服務docomo Wi-Fi（日语：docomo Wi-Fi）。
- 2015年（平成27年）7月18日：改點，成為快速停靠站。

### 東京急行電鐵（廢止）
2004年1月30日以前，本站是東橫線的終點站，2月1日橫濱高速鐵道港未來線通車，東橫線從橫濱站直通港未來線，本站廢站。
- 1932年（昭和7年）3月31日：東京橫濱電鐵（現在的東急電鐵）東橫線延伸至本站[8]。
- 1956年（昭和31年）9月10日：高島町 - 本站間複線化[9]。
- 1971年（昭和46年）2月：設置自動驗票閘門（5台）
- 2001年（平成13年）3月28日：改點。東橫線特急開始運行。
- 2004年（平成16年）1月30日：配合橫濱高速鐵道港未來線開業通車，本站結束營業。31日廢站。

### 櫻木町事故

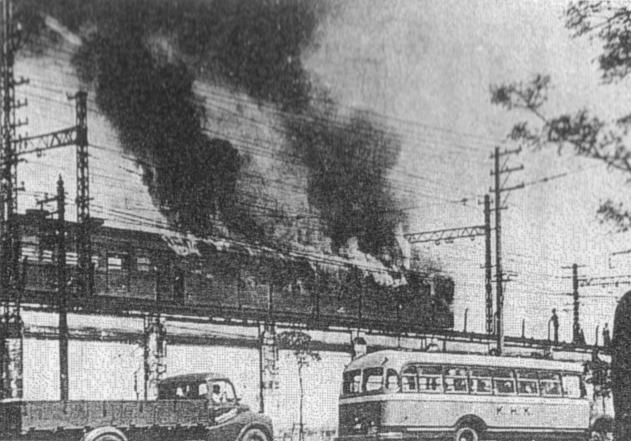
櫻木町事故

1951年4月24日東京時間下午1時45分，櫻木町車站內發生死傷慘重的火災事件。事件發生當時，站內（上行線）正在進行絕緣器的更換工程，電氣工事作業員由於疏忽誤讓上行線的高架電纜垂下，一列較表定行程延誤9分鐘的下行1271B列車（一列五輛車廂編組的63系列車）進站，正欲從下行線轉行至上行線時，集電弓突然鉤到下垂的電纜。當時列車駕駛緊急將集電弓降下，反而造成集電弓接觸到列車車頂，造成短路。短路產生的火花引燃了木造的車頂，造成列車的第一截車廂完全陷入火海中，第二節車廂半毀，與106人的死亡及92人受傷。
車輛起火後，駕駛與車掌將門開啟逃走，但趕來救援的車站人員不知道該如何從車外開啟其他的車門，導致車內受困的乘客只能靠擊破的車窗逃生，疏散困難。櫻木町車站正好位於橫濱變電區與鶴見變電區的交界處，雖然短路導致橫濱變電區的供電停止，但鶴見變電區的供電卻隨之啟動，並在5分鐘後開始通電，導致火勢加強。除此之外，由於63系列車是戰時所設計的產品，與許多戰前所製造的車輛相同，都大量使用了易燃材料，而加遽了火災發生時的破壞力。

## 車站構造

### JR東日本
本站為島式月台2面3線的高架車站，折返用的中線兩側皆為月台。中線（2、3號線）無法前往關內與磯子方向，只能往橫濱和東神奈川方向折返，因此2號線月台為下車專用、3號線月台為上車專用。2015年3月時改點起，折返班次用於早晨時段的部分列車、白天時段（6 - 17時〈週六日18時〉）的橫濱線直通列車，以及其他時段的京濱東北線直通列車。夜間留置的列車也停放於中線。
2018年3月19日起，一班22時八王子發車的橫濱線電車延駛至本站後折返，為橫濱線直通往八王子末班車。
由於本站是高島線與根岸線的匯合點，兩月台的橫濱方向設有信號所。上下月台皆有電梯連通付費區。剪票口原先只有關內方向一處，2014年7月1日新增橫濱方向的「北剪票口」，原剪票口改稱「南檢票口」。同時整備東西通道，提升往港未來方向與紅葉坂方向的便利性。配合檢票口的新設，由JR東日本旗下橫濱車站大樓管理營運、運用高架下空間的車站附設商業設施「CIAL櫻木町」於同月16日開幕。
本站規劃在2020年度新增第三座檢票口"。站房將往南側延伸，新檢票口則設於「鐵道創業之地」紀念碑的廣場附近（地下道入口與橫濱櫻木邮政局之間），月台層的2、3號線月台終端將延伸連通成為ㄈ字型月台，並新設電扶梯、電梯、階梯連通新檢票口。另外，橫濱市在2018年1月宣布車站西南側的橫濱市有地（約474m2）將賣給JR，配合站旁的JR東日本所有地（約3,319m2）進行開發，將建設有飯店與育兒支援設施（保育所）等的12層複合大樓（建地面積約2,000m2，目標與新剪票口一樣在2020年度中開幕），並將有專用檢票口連通。同年9月公布複合大樓詳細規劃，高層部（3-12層）為「JR東日本大都會飯店櫻木町（暫稱）」，低層部（1-2層）是商店、育兒支援設施入駐的「CIAL櫻木町 別館（暫稱）」。另外，新剪票口附近也規劃在2020年完成連通新市廳舍預定地北仲通地區方面的行人天橋「大岡川橫斷人道橋（暫稱）」。

#### 月台配置
月台從東北（橫濱港）側開始依序編號。
| 月台 | 路線         | 方向         | 目的地                   |
| ---- | ------------ | ------------ | ------------------------ |
| 1    | 根岸線       | 下行         | 關內、磯子、大船方向     |
| 2    | 下車專用月台 | 下車專用月台 | 下車專用月台             |
| 3、4 | 京濱東北線   | 北行         | 橫濱、東京、大宮方向     |
| 3、4 | 橫濱線       | -            | 新橫濱、町田、八王子方向 |

（來源：JR東日本:車站構內圖 （页面存档备份，存于））
備註
- 北行方向（3、4號線）至橫濱站雖然屬於根岸線，但由於有許多班次在該站直通橫濱線，因此月台資訊也以直通的「京濱東北線」取代根岸線。
- 本站上下本線之間還有一條中線，兩側皆有月台。擁有相同構造的車站還有川越站（3-6號線）與蒲田站、東十條站（京濱東北線）等。
- 2014年起，8月中旬在包含櫻木町站周邊的橫濱港未來地區舉行大型活動「皮卡丘大量發生中」，站名標與月台資訊看板、南剪票口東口玻璃壁面會改用皮卡丘的裝飾。
- 2018年現在，本站首班車兼始發列車是4時18分發的414B各站停車往大宮，在2018年3月17日JR7社春季改點廢除日豐本線柳浦站4:17發往門司港站的班次後，本列車成為日本最早的始發列車發車站。

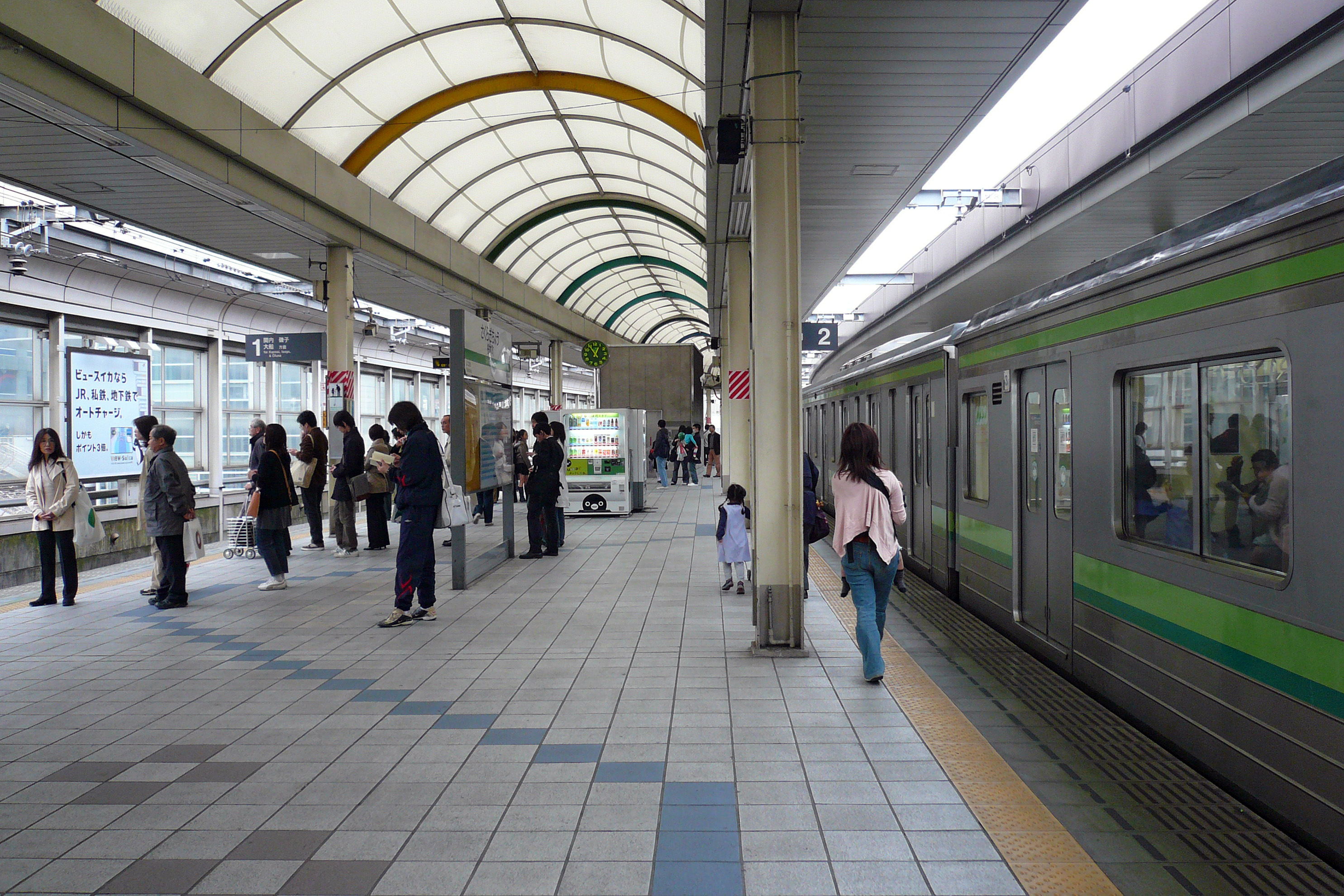
南行月台與等待折返發車的橫濱線直通列車（2007年3月24日）
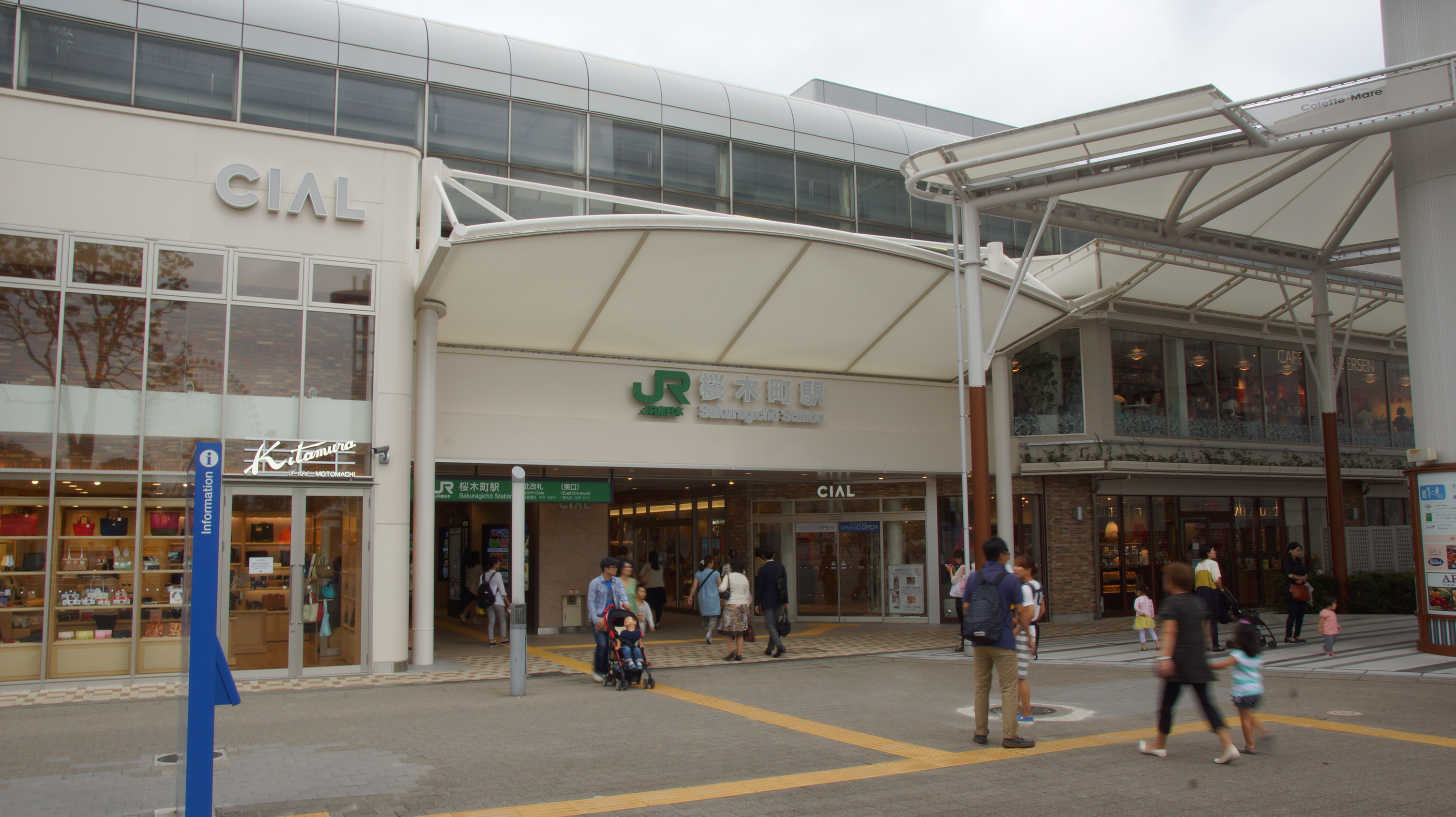
北東出入口（2014年8月）
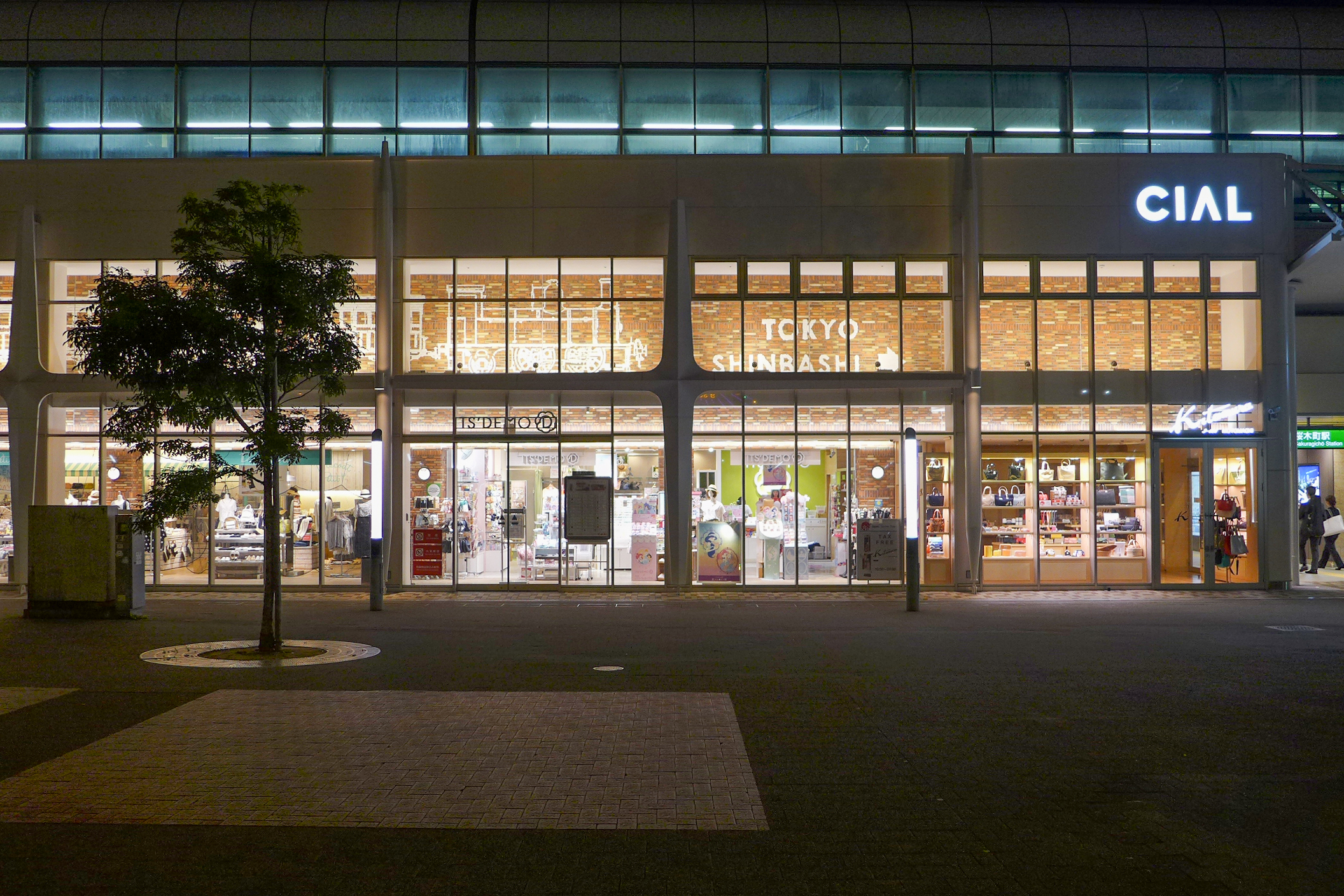
站房與CIAL櫻木町（2015年2月5日）
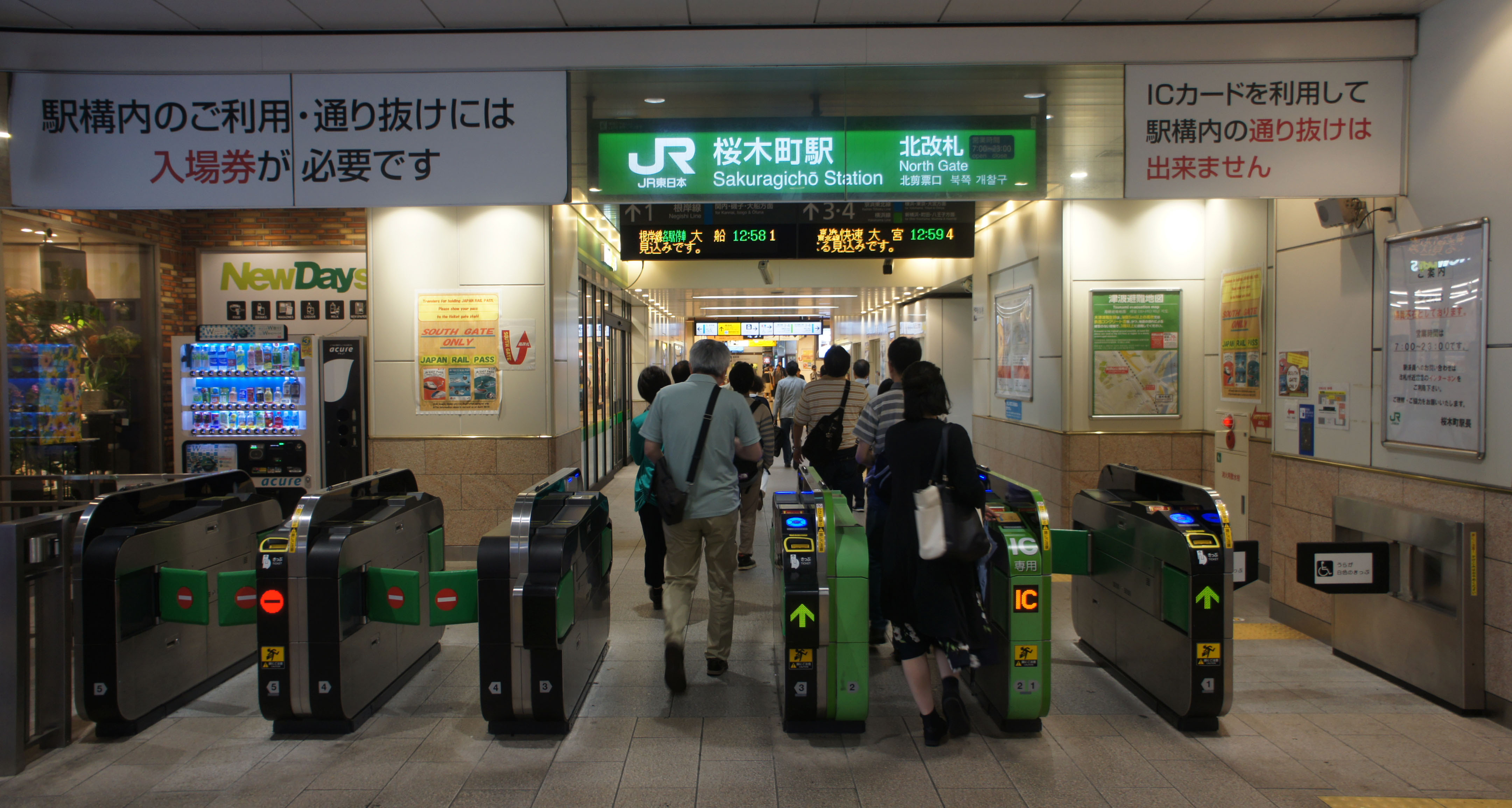
北驗票閘口（2019年6月）
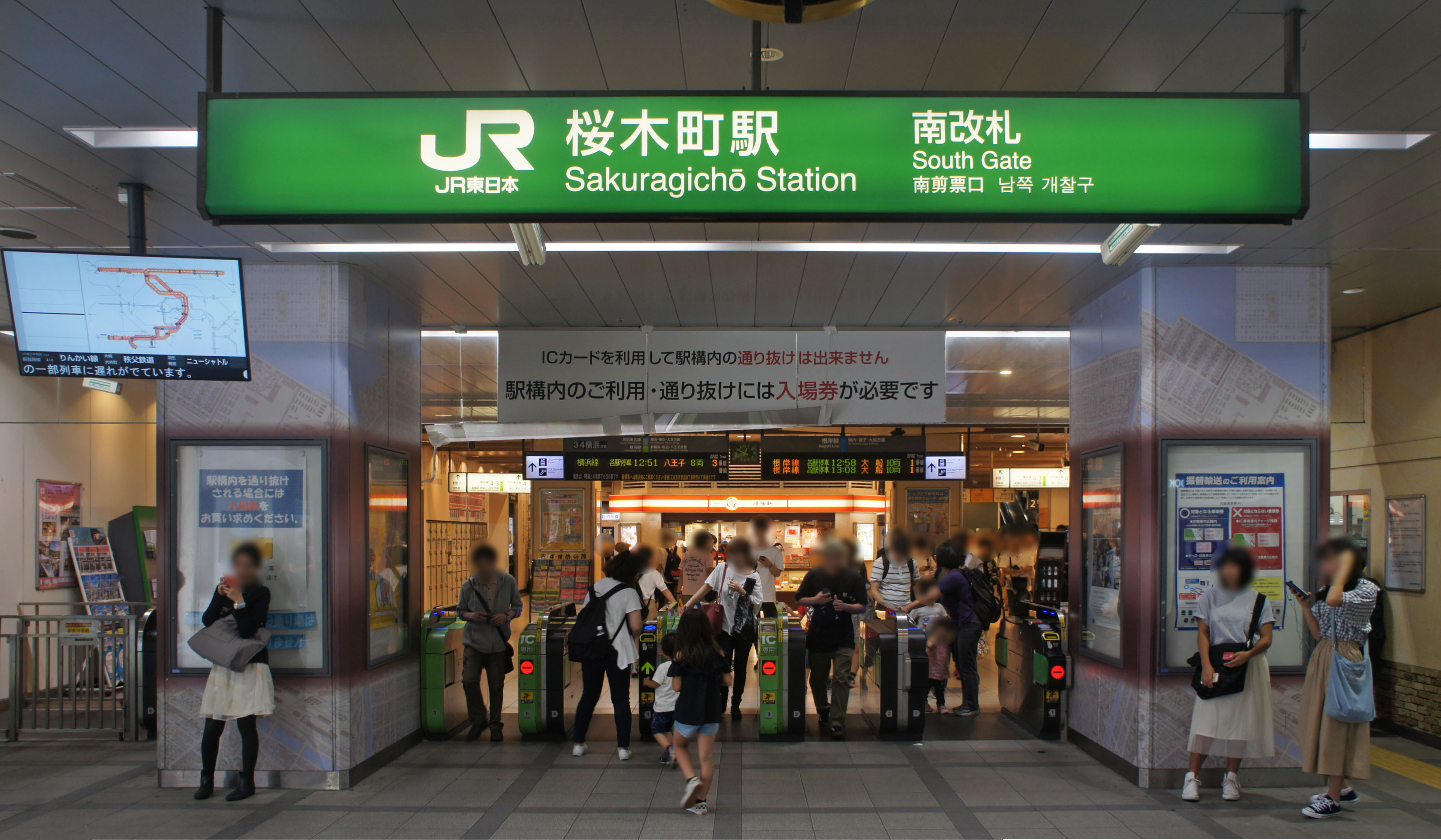
南驗票閘口（2019年6月）
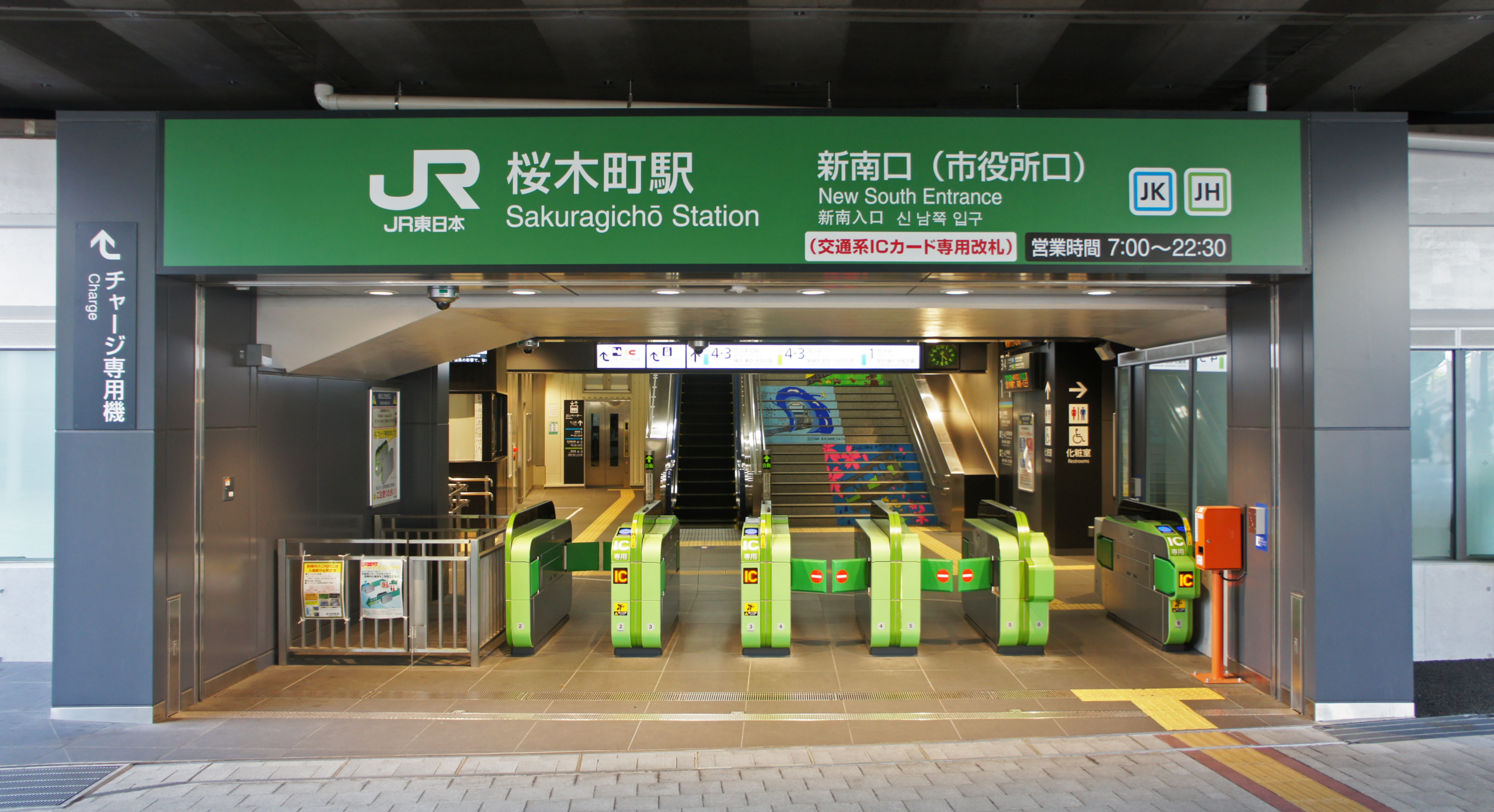
新南驗票閘口（2021年4月）
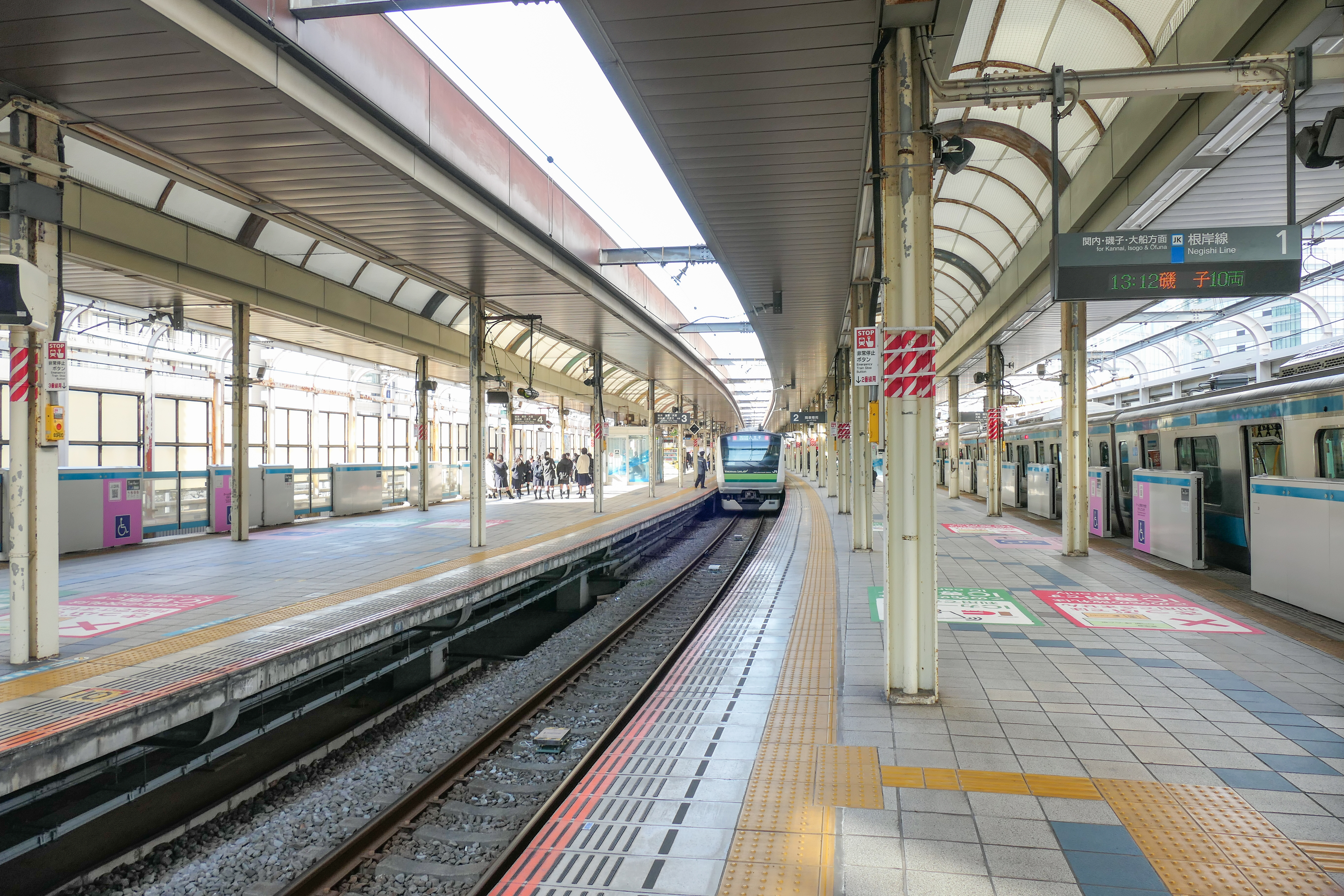
1號至4號月台（2023年1月）
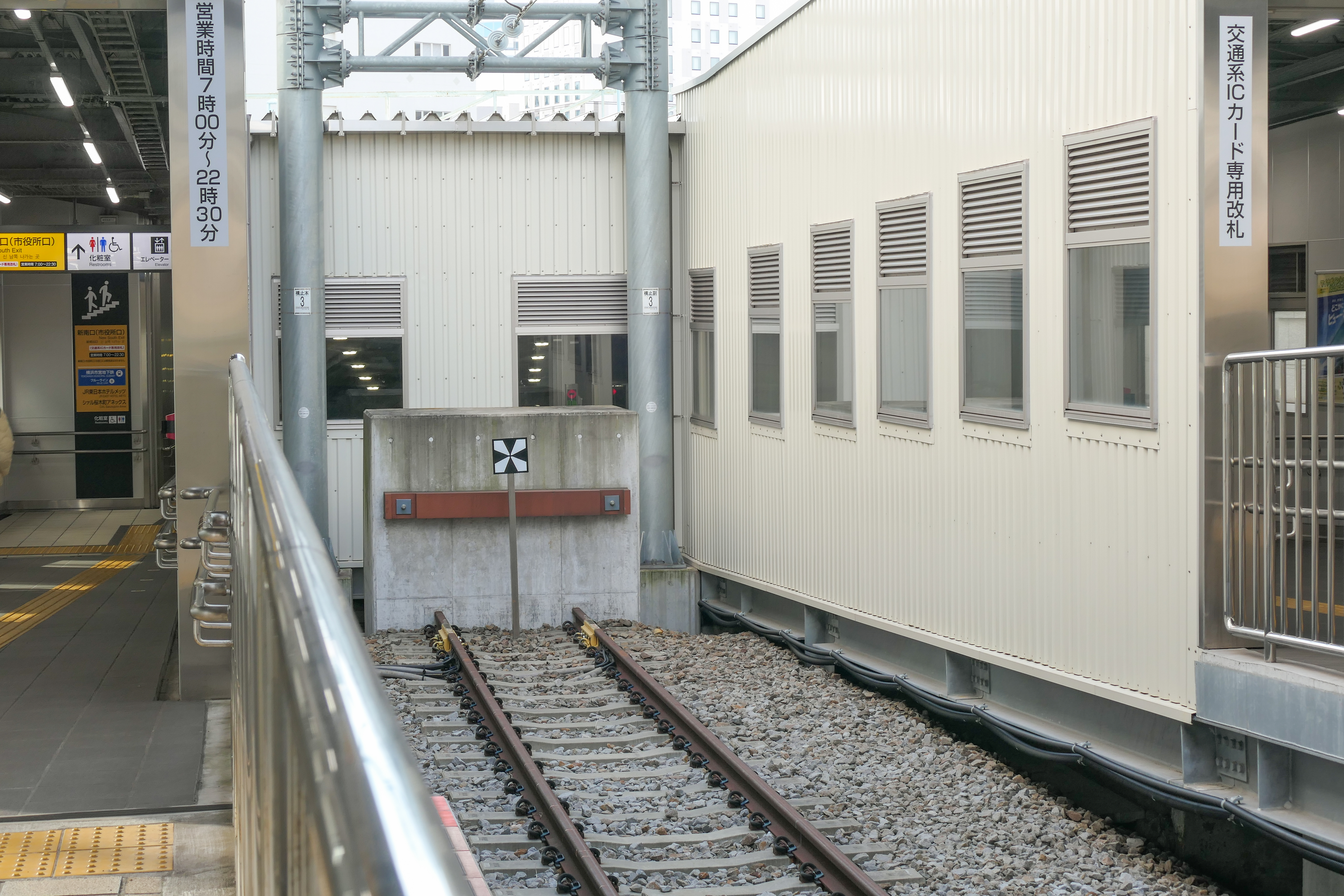
2號與3號月台的鐵軌終端（2023年1月）
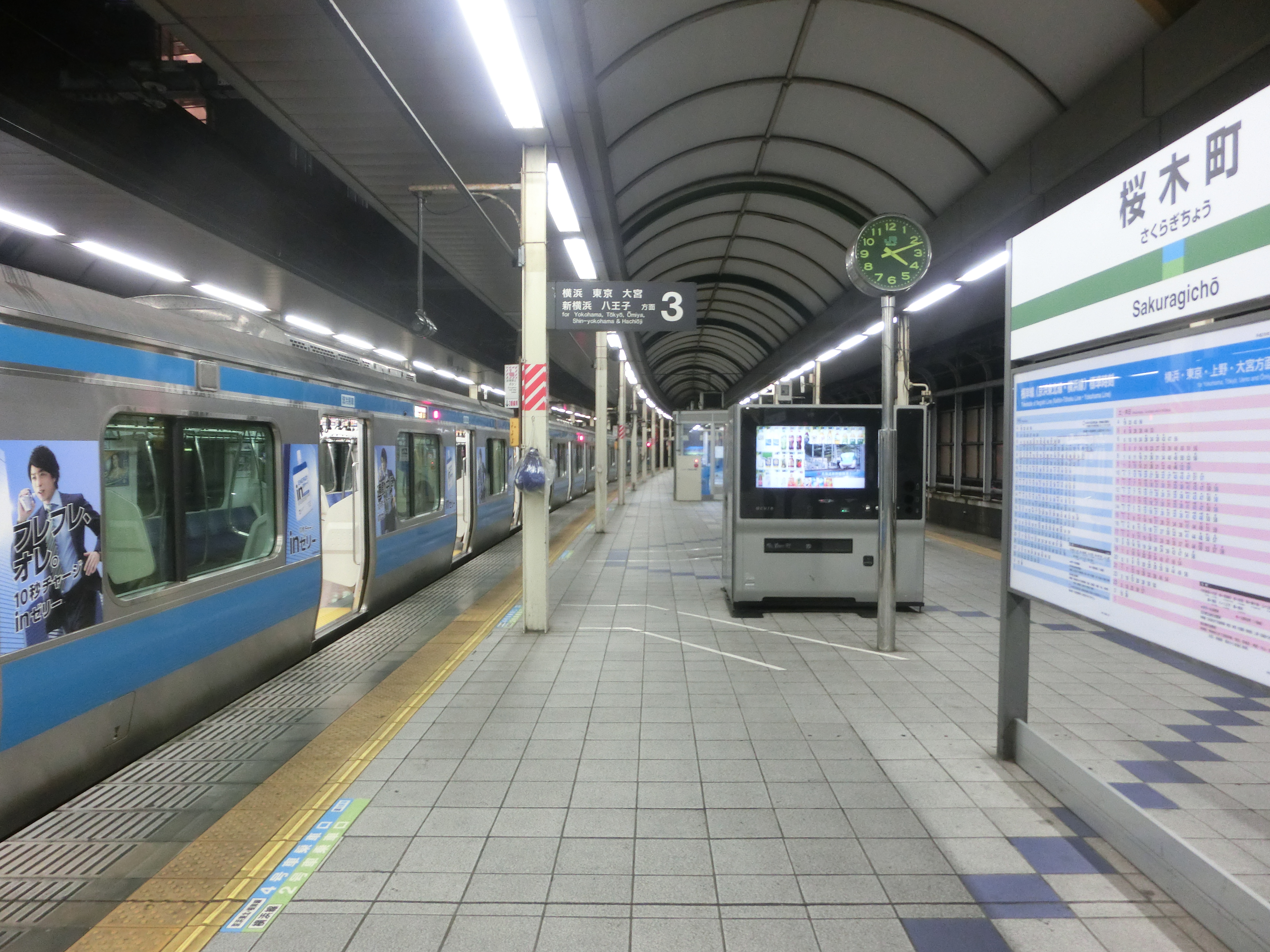
JR京濱東北、根岸線第一班電車（2016年4月）
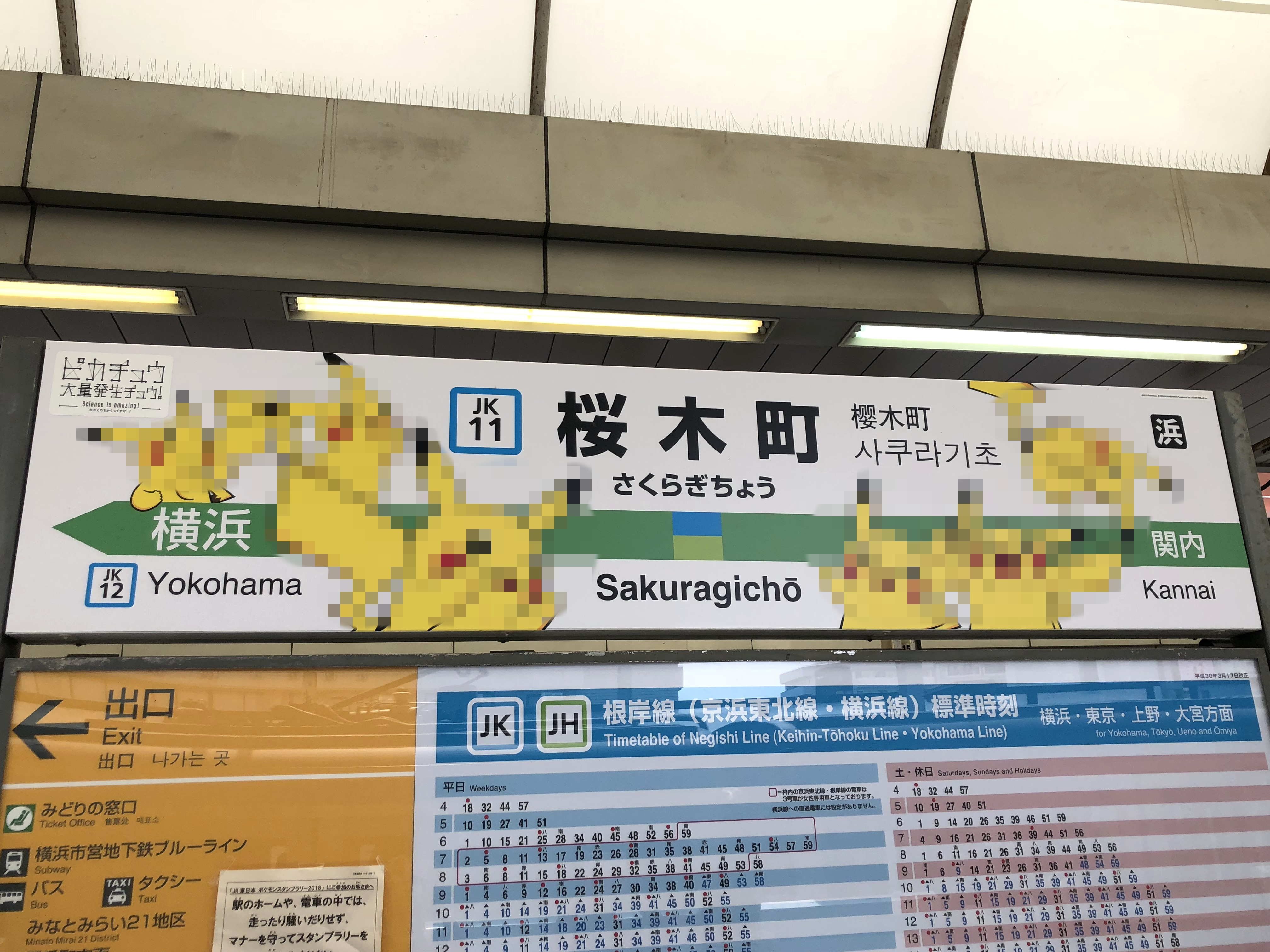
皮卡丘仕樣的站名標（2018年8月）

#### 站內設施
- NewDays
  - 櫻木町店 - 付費區外、南剪票口前

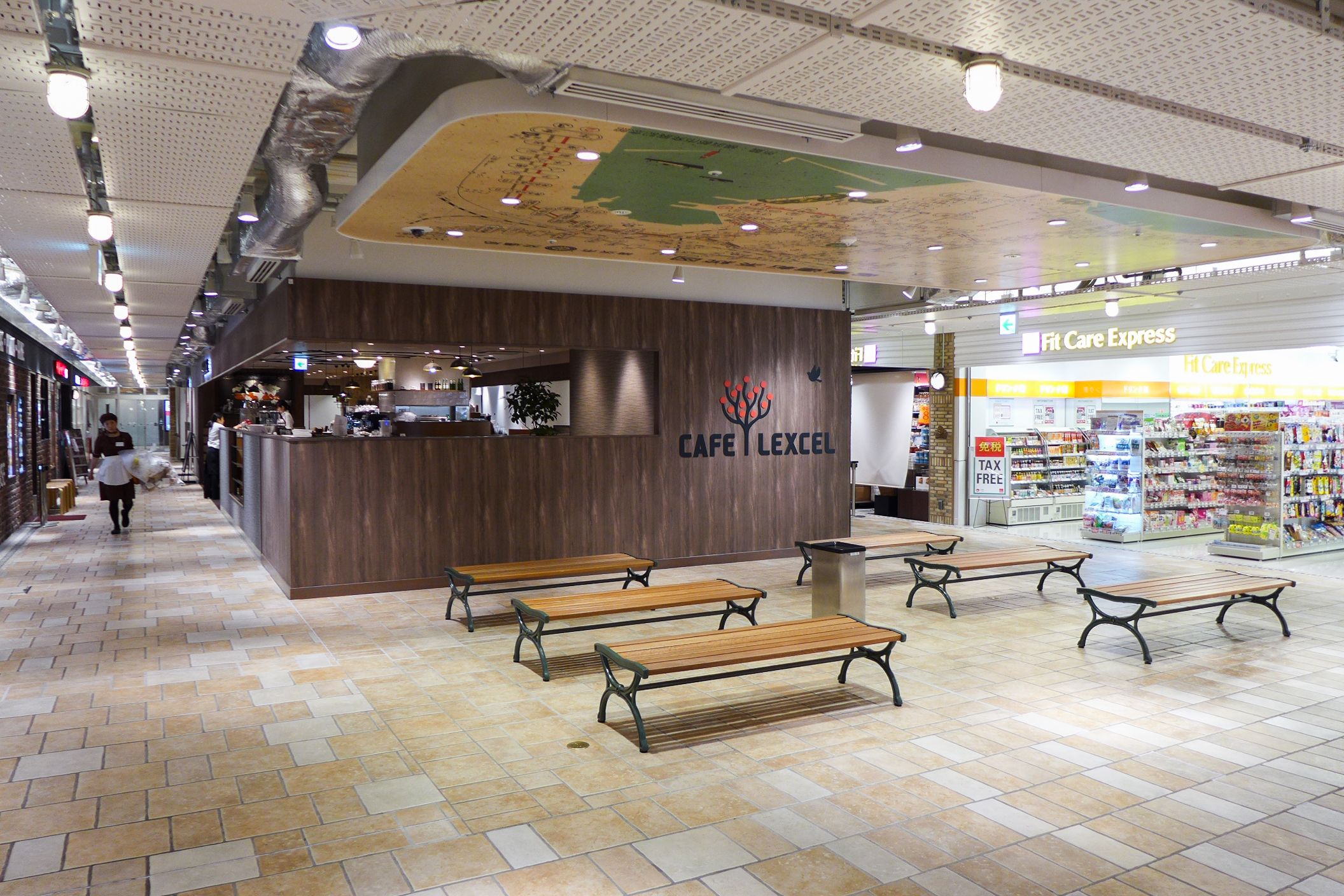
CIAL櫻木町

  - 櫻木町北改札店 - 付費區內、北剪票口旁
- BOOK EXPRESS CIAL櫻木町店
- 橫濱銘品館櫻木町店
- 川村屋（立食蕎麥麵店）
- 崎陽軒（日语：崎陽軒） - 付費區內
- 綠色窗口
  - 指定席售票機
- 投幣式置物櫃
- 觀光資訊處

#### 發車音樂
本站在2000年代以後倒入發車音樂，2015年7月25日配合第二代橫濱站開業100周年紀念活動，下車專用月台2號線以外所有月台改為《線路は続くよどこまでも》。各月台使用的段落不同。

### 橫濱市營地下鐵
本站為島式月台1面2線的地下車站。副站名是「縣民共濟廣場前」。驗票閘口位於國道16號對側的piocity地下3樓，月台在地下4樓。本站與JR車站之間透過「野毛地下街」相連。

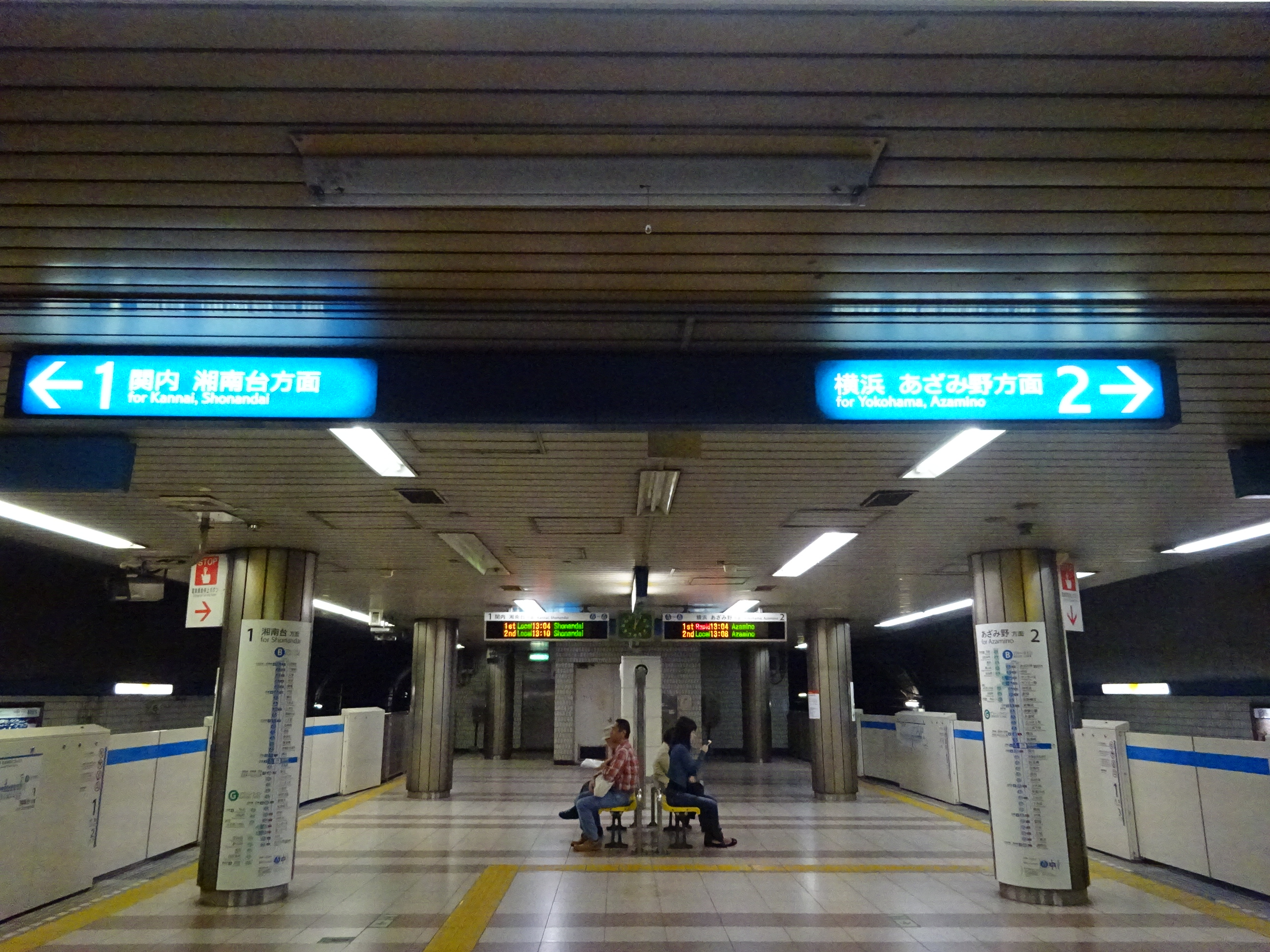
月台（2016年10月）

#### 月台配置
| 月台 | 路線          | 目的地           |
| ---- | ------------- | ---------------- |
| 1    | 藍線（3號線） | 關內、湘南台方向 |
| 2    | 藍線（3號線） | 橫濱、薊野方向   |

### 東京急行電鐵（廢除）
過去本站是東橫線的終點站。隨著橫濱高速鐵道港未來線通車，2004年1月31日橫濱至本站區間廢除。廢站時的車站為島式月台1面2線高架車站，月台編號延續JR月台，分別為5、6號線。

#### 月台配置（廢除時）
| 月台 | 路線    | 目的地                 |
| ---- | ------- | ---------------------- |
| 5、6 | ■東橫線 | 菊名、自由丘、澀谷方向 |

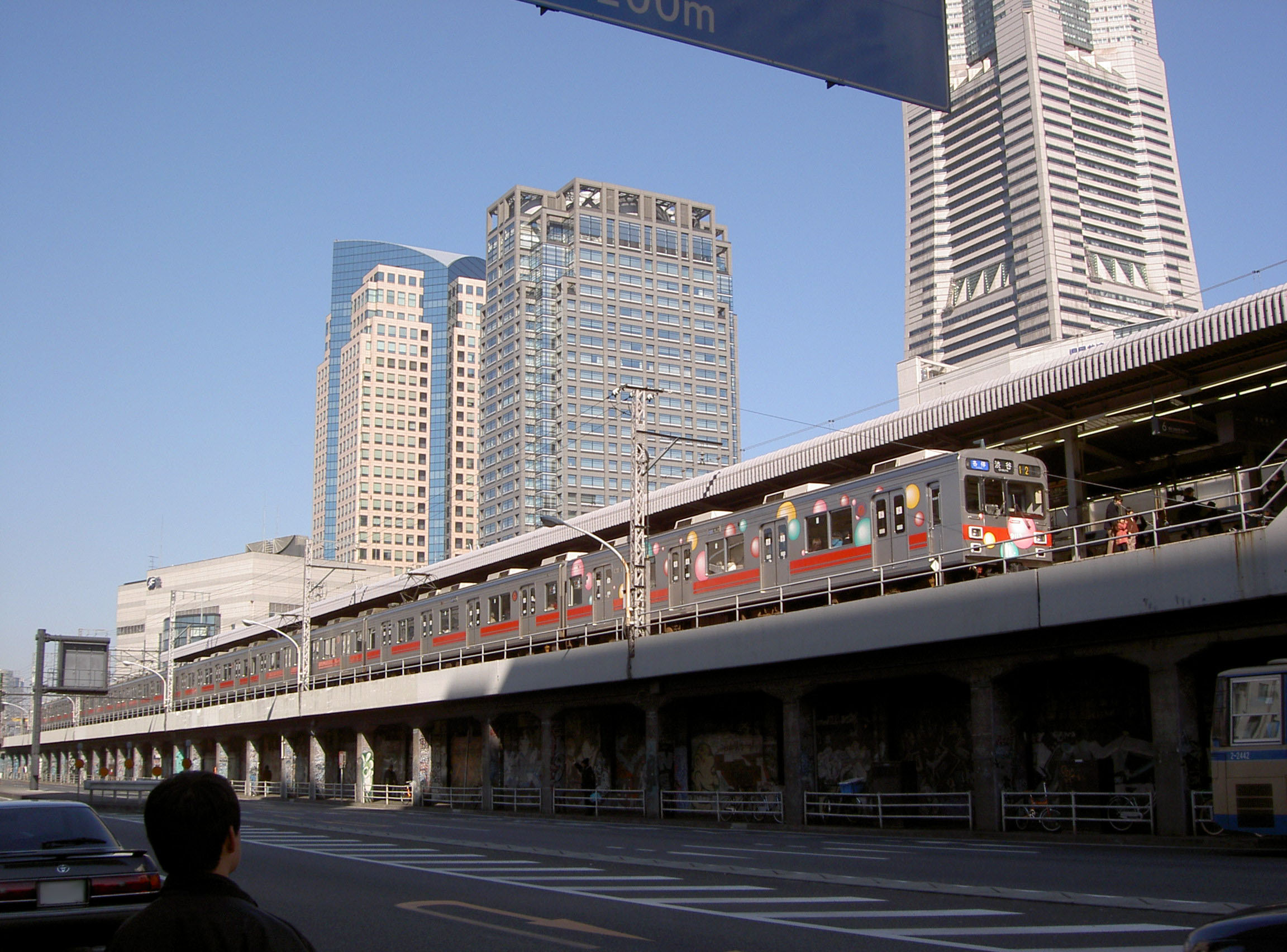
曾經在東急櫻木町站停靠的9000系（2004年1月25日）

## 利用狀況
- JR東日本 - 2019年度1日平均上車人次為70,797人[利用客数 1]。
該公司的車站排行第64位。
- 橫濱市營地下鐵 - 2017年度1日平均上下車人次為37,824人[乗降データ 1]。

### 各年度1日平均上下車人次（東橫線廢除前）
各年度1日平均上下車人次如下表（JR除外）。
| 年度               | 東京急行電鐵       | 東京急行電鐵 | 橫濱市營地下鐵     | 橫濱市營地下鐵 |
| 年度               | 東橫線             | 東橫線       | 藍線               | 藍線           |
| 年度               | 1日平均 上下車人次 | 增長率       | 1日平均 上下車人次 | 增長率         |
| ------------------ | ------------------ | ------------ | ------------------ | -------------- |
| 1998年（平成10年） |                    |              | 29,513             |                |
| 1999年（平成11年） |                    |              | 31,822             | 7.8%           |
| 2000年（平成12年） |                    |              | 34,660             | 8.9%           |
| 2001年（平成13年） |                    |              | 36,188             | 4.4%           |
| 2002年（平成14年） | 97,020             |              | 37,084             | 2.5%           |
| 2003年（平成15年） | 92,039             | −5.1%        | 34,923             | −5.8%          |

### 各年度1日平均上下車人次（東橫線廢除後）
| 年度               | 橫濱市營地下鐵     | 橫濱市營地下鐵 |
| 年度               | 1日平均 上下車人次 | 增長率         |
| ------------------ | ------------------ | -------------- |
| 2004年（平成16年） | 28,378             | -18.7%         |
| 2005年（平成17年） | 28,730             | 1.2%           |
| 2006年（平成18年） | 29,067             | 1.2%           |
| 2007年（平成19年） | 29,427             | 1.2%           |
| 2008年（平成20年） | 27,554             | −6.4%          |
| 2009年（平成21年） | 30,665             | 11.3%          |
| 2010年（平成22年） | 30,780             | 0.4%           |
| 2011年（平成23年） | 30,552             | −0.7%          |
| 2012年（平成24年） | 32,144             | 5.2%           |
| 2013年（平成25年） | 34,555             | 7.5%           |
| 2014年（平成26年） | 35,170             | 1.8%           |
| 2015年（平成27年） | 36,767             | 4.5%           |
| 2016年（平成28年） | 37,311             | 1.5%           |
| 2017年（平成29年） | 37,824             | 1.4%           |
| 2018年（平成30年） | 38,924             | 2.9%           |

### 各年度1日平均上車人次（東橫線廢除前）
各年度1日平均上車人次推移如下表。
| 年度               | JR東日本 | 東京急行電鐵 | 橫濱市營 地下鐵 | 來源               |
| ------------------ | -------- | ------------ | --------------- | ------------------ |
| 1979年（昭和54年） |          |              | 5,704           |                    |
| 1980年（昭和55年） |          | 37,408       | 6,057           |                    |
| 1981年（昭和56年） |          | 39,214       | 5,838           |                    |
| 1982年（昭和57年） |          | 40,921       | 5,855           |                    |
| 1983年（昭和58年） |          | 42,175       | 5,711           |                    |
| 1984年（昭和59年） |          | 42,534       | 5,847           |                    |
| 1985年（昭和60年） |          | 42,811       | 7,281           |                    |
| 1986年（昭和61年） |          | 44,049       | 8,954           |                    |
| 1987年（昭和62年） |          | 44,060       | 10,355          |                    |
| 1988年（昭和63年） |          | 43,367       | 11,197          |                    |
| 1989年（平成元年） |          | 46,649       | 12,814          |                    |
| 1990年（平成02年） |          | 43,630       | 11,804          |                    |
| 1991年（平成03年） | 37,586   | 43,295       | 12,229          |                    |
| 1992年（平成04年） | 40,874   | 42,215       | 12,231          |                    |
| 1993年（平成05年） | 51,130   | 42,036       | 13,921          |                    |
| 1994年（平成06年） | 54,916   | 41,811       | 13,653          |                    |
| 1995年（平成07年） | 56,570   | 41,152       | 13,126          | [ 神奈川県統計 1 ] |
| 1996年（平成08年） | 58,333   | 40,103       | 13,147          |                    |
| 1997年（平成09年） | 62,993   | 41,916       | 14,108          |                    |
| 1998年（平成10年） | 65,397   | 43,142       | 14,219          | [ 神奈川県統計 2 ] |
| 1999年（平成11年） | 69,542   | 45,654       | 16,159          | [ 神奈川県統計 3 ] |
| 2000年（平成12年） | 70,610   | 46,720       | 17,543          | [ 神奈川県統計 3 ] |
| 2001年（平成13年） | 71,709   | 49,062       | 18,411          | [ 神奈川県統計 4 ] |
| 2002年（平成14年） | 71,973   | 48,881       | 18,695          | [ 神奈川県統計 5 ] |
| 2003年（平成15年） | 71,076   | 46,413       | 17,649          | [ 神奈川県統計 6 ] |

### 各年度1日平均上車人次（東橫線廢除後）
| 年度               | JR東日本 | 橫濱市營 地下鐵 | 來源                |
| ------------------ | -------- | --------------- | ------------------- |
| 2004年（平成16年） | 65,933   | 14,654          | [ 神奈川県統計 7 ]  |
| 2005年（平成17年） | 65,627   | 14,769          | [ 神奈川県統計 8 ]  |
| 2006年（平成18年） | 63,487   | 14,706          | [ 神奈川県統計 9 ]  |
| 2007年（平成19年） | 61,432   | 14,631          | [ 神奈川県統計 10 ] |
| 2008年（平成20年） | 60,440   | 13,795          | [ 神奈川県統計 11 ] |
| 2009年（平成21年） | 60,467   | 15,389          | [ 神奈川県統計 12 ] |
| 2010年（平成22年） | 61,536   | 15,483          | [ 神奈川県統計 13 ] |
| 2011年（平成23年） | 61,288   | 15,384          | [ 神奈川県統計 14 ] |
| 2012年（平成24年） | 63,823   | 16,198          | [ 神奈川県統計 15 ] |
| 2013年（平成25年） | 65,392   | 17,440          | [ 神奈川県統計 16 ] |
| 2014年（平成26年） | 66,217   | 17,758          | [ 神奈川県統計 17 ] |
| 2015年（平成27年） | 68,546   | 18,566          | [ 神奈川県統計 18 ] |
| 2016年（平成28年） | 70,286   | 18,820          | [ 神奈川県統計 19 ] |
| 2017年（平成29年） | 70,676   | 19,116          |                     |
| 2018年（平成30年） | 71,160   | 19,672          |                     |
| 2019年（令和元年） | 70,797   |                 |                     |

## CIAL櫻木町
利用高架下空間的JR櫻木町站附設商業設施「CIAL櫻木町」於2014年7月16日開幕。由JR東日本集團企業橫濱車站大樓管理營運。
開發概念是「横濱 懷舊 REVUE」，以過去橫濱的「明治懷舊」、「大正浪漫」氛圍進行營造。建物外觀設計方面，港未來側以白色為基調，採用大片玻璃窗打造開放感，並加入初代站房特色的三角屋頂，以及加入桅杆設計的頂棚，表現出「港町橫濱」的意象。另一方面，野毛側使用紅磚調磁磚與裝飾窗，表現出鐵道發祥地的歷史感，夜間亦在壁面打上柔和照明。野毛側建物前是鋪設紅磚展現橫濱站站房意象的「櫻木町站西口廣場」，與本設施同時啟用。
本設施可分為北檢票口正面的「紅葉坂畫廊」，港未來側的「YOKOHAMA BAZAR」、野毛側的「停車場buffet」、南檢票口正面的「橫濱情報廣場」四大區。
各區特色
- 紅葉坂畫廊：本設施面積最大的一區，有餐飲店、熟食店、藥妝店等。名稱取自紅葉坂[24]。
- YOKOHAMA BAZAR：以原創包聞名的kitamura、咖啡店等。名稱取自明治後期存在的伊勢佐木町勸工場[註 3]「横濱館」正面入口的看板[24]。
- 停車場buffet：1900年（明治33年）創業的蕎麥麵店「川村屋」等橫濱老店。名稱取自本站前身初代橫濱站在當時（明治時代）稱作的「停車場」[24][26]。
- 橫濱情報廣場：觀光資訊處、橫濱銘品館與超商、書店等。

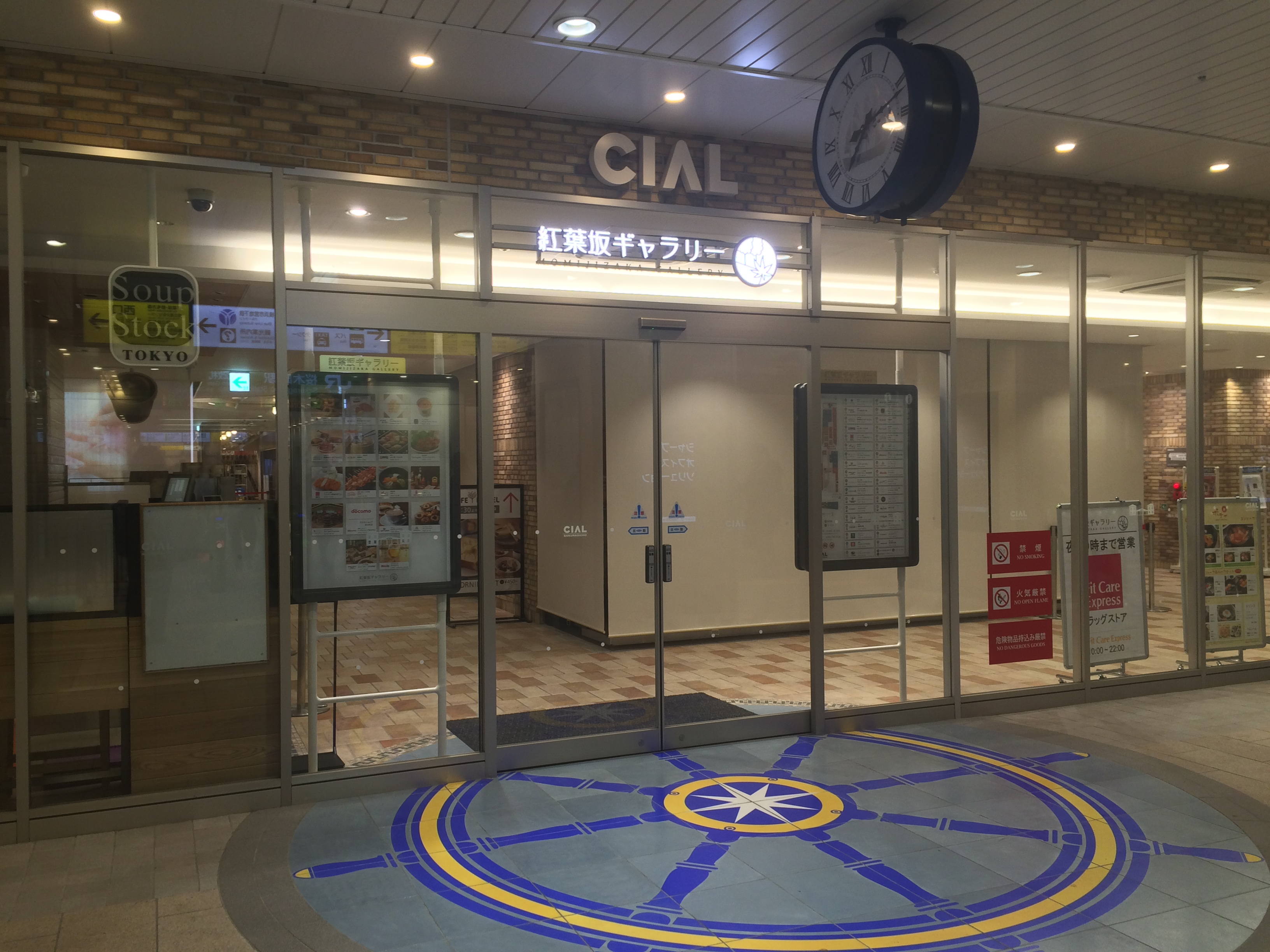
紅葉坂畫廊
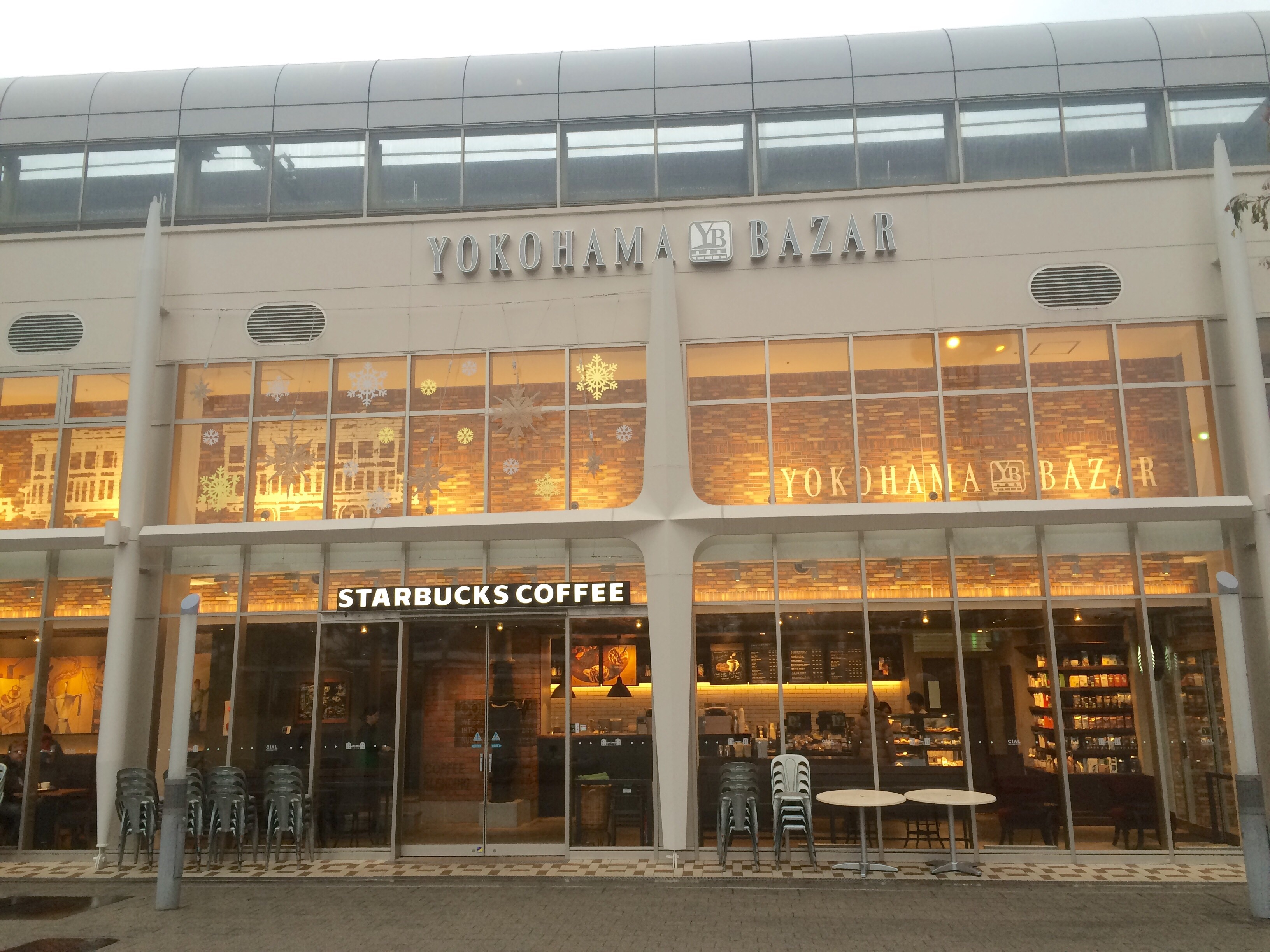
YOKOHAMA BAZAR（中央商店為星巴克）
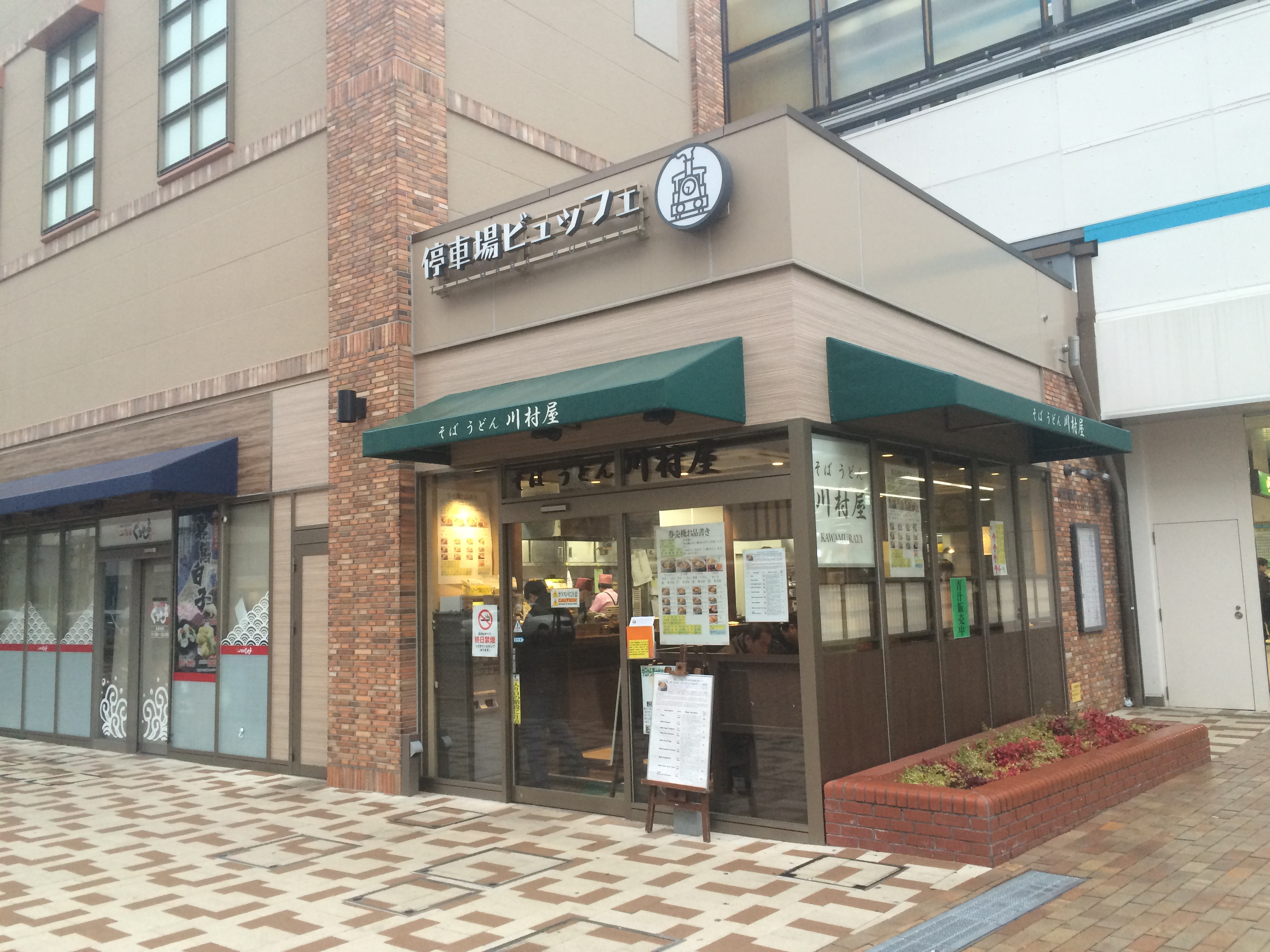
停車場buffet（中央商店為川村屋）
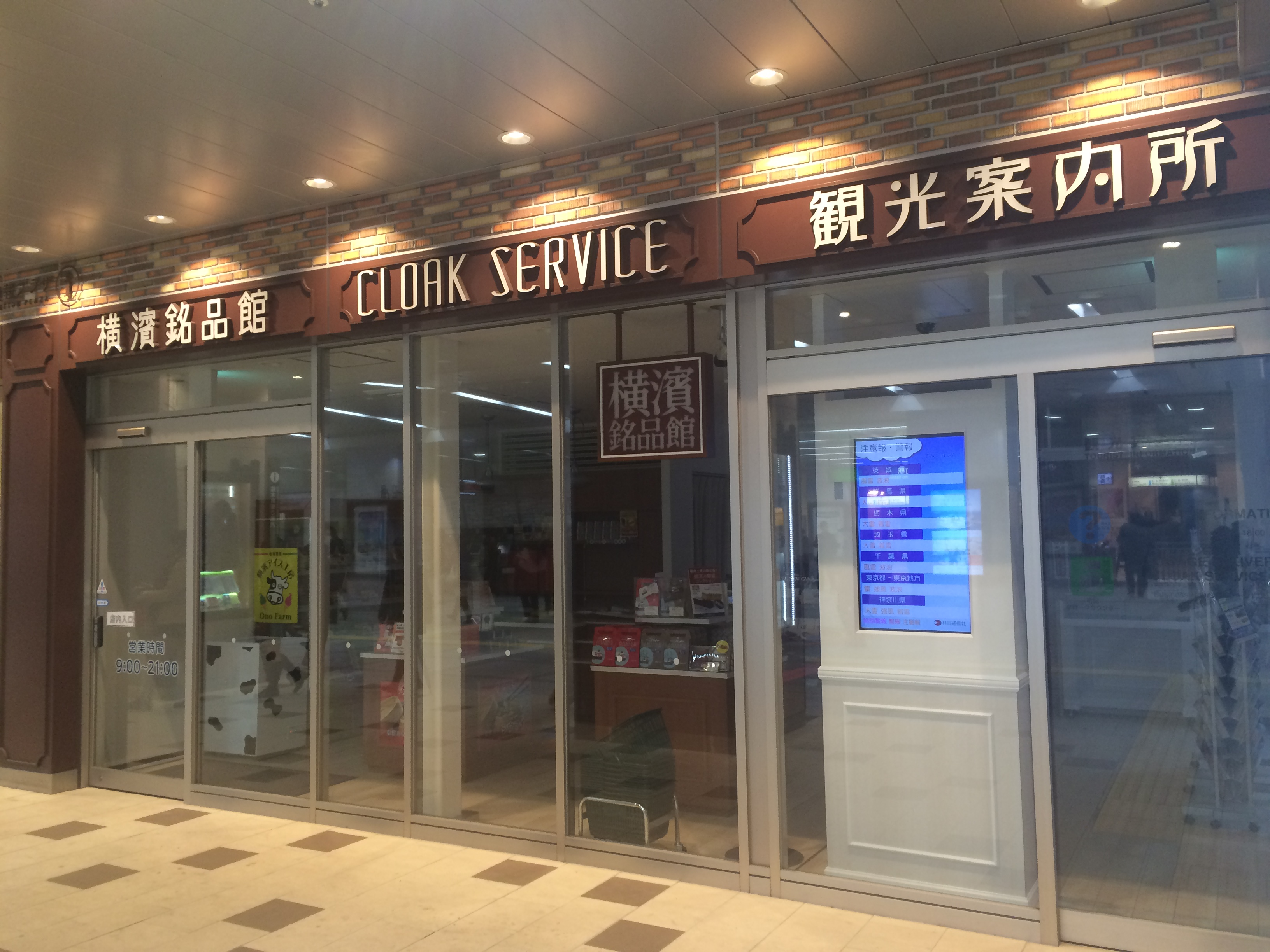
橫濱情報廣場

別館開設（預定）
配合JR車站南側延伸（新檢票口）計畫，預定2020年度完成的複合大樓低層部將開設「CIAL櫻木町 別館（暫稱）」。

## 車站周邊

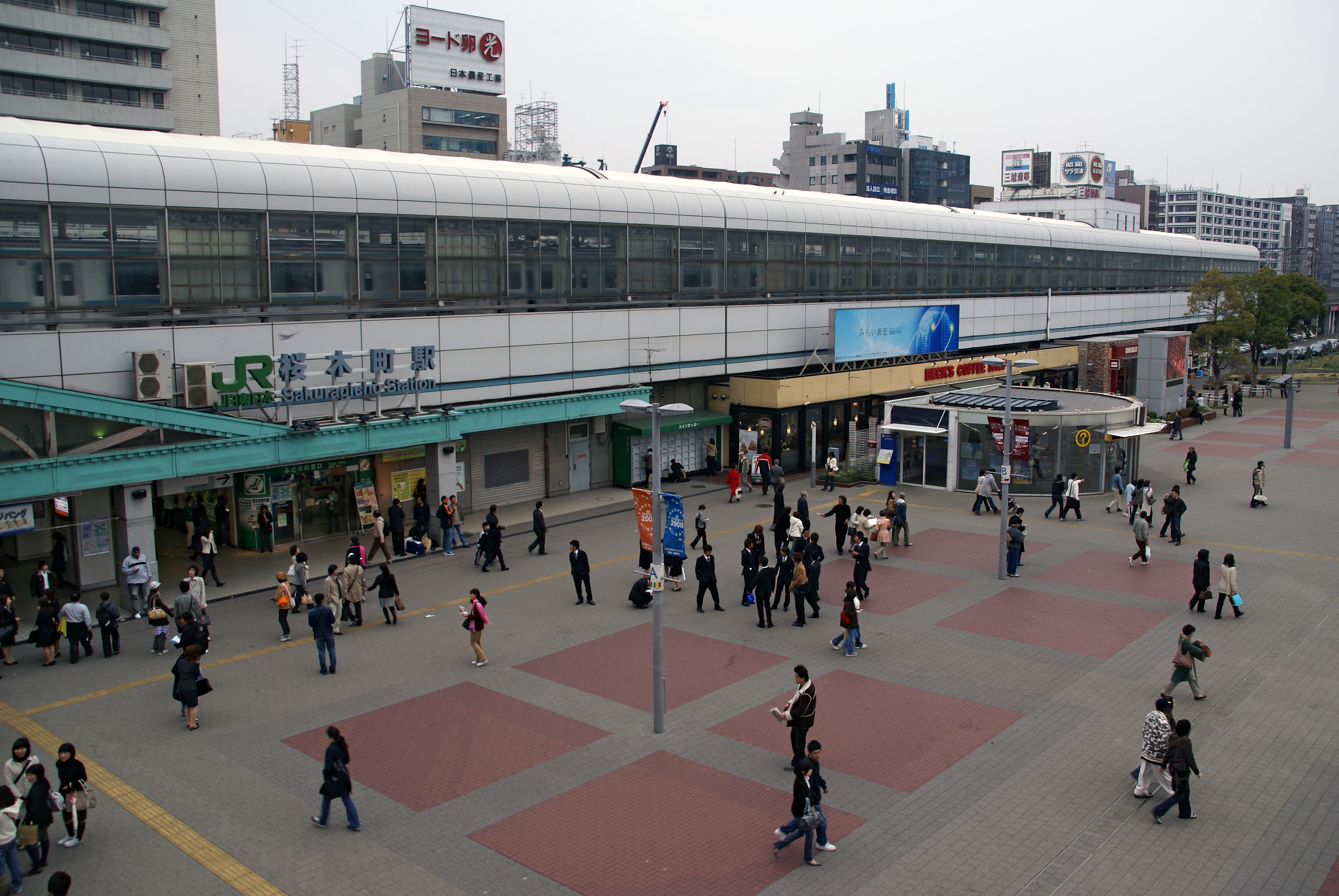
JR櫻木町站的站前廣場（2007年3月24日）

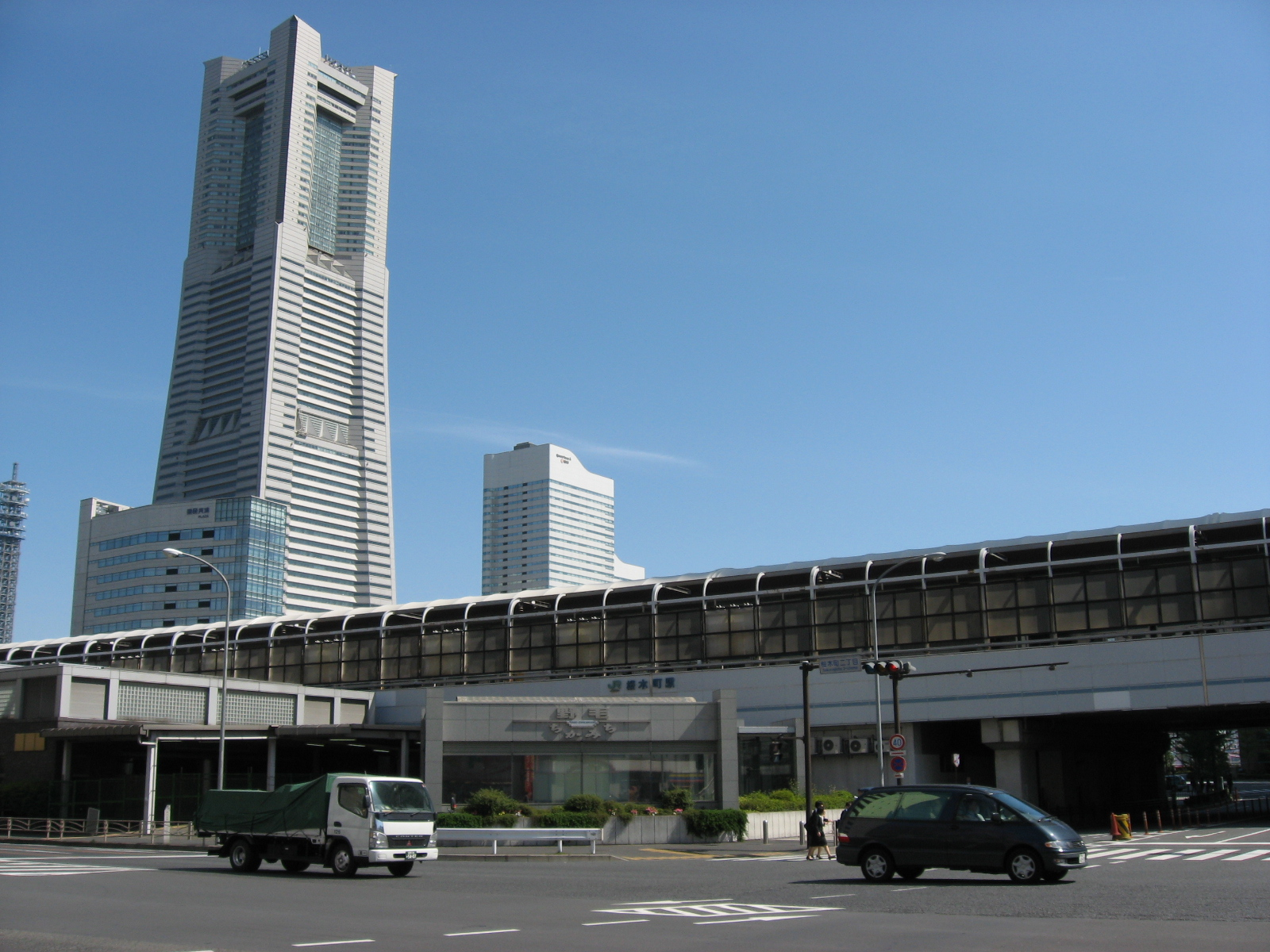
JR櫻木町站與橫濱地標大廈

車站周邊地區（港未來地區）是位於橫濱市雙都心之一的「橫濱都心」內。
舊東急東橫線廢線舊址目前正在改建為高架步道，並計畫增建行人天橋連通紅葉坂方向。
港未來、馬車道方向
- CROSS GATE（日语：クロスゲート (商業施設)）
  - 橫濱櫻木町華盛頓酒店（日语：横浜桜木町ワシントンホテル）
- HULIC港未來（日语：ヒューリックみなとみらい）
  - Colette·Mare（日语：コレットマーレ）
  - 橫濱Burg 13
  - 橫濱新大谷INN（日语：ニューオータニイン横浜）
- 富士軟體（日语：富士ソフト）本社大廈
- 橫濱櫻木郵便局（日语：横浜桜木郵便局）
- 橫濱港未來21
  - 橫濱港博物館
    - 日本丸紀念公園（日语：日本丸メモリアルパーク）

  - 汽車道
  - 橫濱紅磚倉庫（步行約15分）
  - 橫濱地標大廈
    - 橫濱皇家花園酒店（日语：横浜ロイヤルパークホテル）
    - 地標廣場

  - 橫濱皇后廣場
    - 橫濱灣東急飯店（日语：横浜ベイホテル東急）
    - 港未來站（橫濱高速鐵道港未來線）

  - 日石橫濱大廈（日语：日石横浜ビル）
  - 橫濱國際平和會議場（PACIFICO橫濱）
    - 橫濱洲際大飯店（日语：ヨコハマグランドインターコンチネンタルホテル）

  - 三菱重工橫濱大廈（日语：三菱重工横浜ビル）
    - 三菱港未來技術館

  - 橫濱銀行本店大廈（日语：横浜銀行本店ビル）
  - 橫濱美術館
- 橫濱Island Tower（日语：横浜アイランドタワー）（北仲通地區（日语：北仲通地区））
- 馬車道站（橫濱高速鐵道港未來線）

野毛、紅葉坂方向
- 野毛（日语：野毛町）
  - 野毛地下街（日语：野毛ちかみち）
  - 橫濱興盛座（日语：横浜にぎわい座）
  - Cheruru野毛
  - 橫濱市中央圖書館
  - 野毛山動物園
  - 伊勢山皇大神宮
  - 成田山橫濱別院延命院（日语：成田山横浜別院延命院）
  - WINS橫濱（日语：ウインズ横浜）
  - 日之出町站（京急本線）
- 櫻木町
  - piacity（日语：ぴおシティ）
    - Satellite橫濱（日语：サテライト横浜）
    - JOYHORSE橫濱（日语：ジョイホース横浜）

  - 橫濱市健康福祉綜合中心（日语：横浜市健康福祉総合センター）
  - 神奈川縣齒科醫師信用組合（日语：神奈川県歯科医師信用組合）本店
- 縣文化中心
  - 神奈川縣立圖書館
  - 神奈川縣立青少年中心（日语：神奈川県立青少年センター）
  - 神奈川縣立音樂堂（日语：神奈川県立音楽堂）
  - 橫濱能樂堂（日语：横浜能楽堂）

關內方向
- 辯天橋（日语：弁天橋 (横浜市)）
- 大江橋（日语：大江橋 (横浜市)）
- 橫濱Island Tower（日语：横浜アイランドタワー）
- 群馬銀行橫濱支店
- 橫濱指路教會

## 可供轉乘的巴士路線

### 櫻木町站前・櫻木町站
| 乘車處 | 系統                        | 主要行經地                                     | 目的地                      | 運行業者      | 備註                                             |
| ------ | --------------------------- | ---------------------------------------------- | --------------------------- | ------------- | ------------------------------------------------ |
| 1      | 11                          | 中華街入口、港見丘公園、蒔田站前、井土谷站前   | 保土谷站東口                | ■神奈中       | YAMATE LINER                                     |
| 1      | 20                          | 中華街入口、港見丘公園                         | 山手站前                    | ■市營         |                                                  |
| 1      | 26                          | 大棧橋、山下公園前、D突堤入口                  | 橫濱港標誌塔                | ■市營         |                                                  |
| 1      | 26                          | 大棧橋、山下公園前、D突堤入口                  | 海釣棧橋                    | ■市營         |                                                  |
| 1      | 26                          | 大棧橋、山下公園前、橫濱本牧站                 | 本牧車庫                    | ■市營         |                                                  |
| 1      | 26                          | 大棧橋、山下公園前、小港橋                     | 本牧Port Heights前          | ■市營         |                                                  |
| 1      | 109                         | 中華街入口、山下埠頭入口、L8泊位、流通中心     | 大黑埠頭方向橫濱站前        | ■市營         | 平日、周六運行                                   |
| 1      | 109                         | 中華街入口、山下埠頭入口、流通中心             | 大黑埠頭方向橫濱站前        | ■市營         | 假日運行                                         |
| 2      | 8                           | 中華街入口、三溪園入口                         | 本牧車庫                    | ■市營         |                                                  |
| 2      | 8                           | 中華街入口、三溪園入口、本牧市民公園           | 本牧車庫                    | ■市營         |                                                  |
| 2      | 58                          | 中華街入口、根岸站前、磯子站前                 | 磯子車庫                    | ■市營         |                                                  |
| 2      | 58                          | 中華街入口、港紅十字醫院、根岸站前、磯子站前   | 磯子車庫                    | ■市營         | 僅平日運行                                       |
| 2      | 急行148                     | 中華街入口、三溪園入口                         | 本牧車庫                    | ■市營         |                                                  |
| 2      | 深夜363                     | 中華街入口、三溪園入口                         | 本牧車庫                    | ■市營         | 平日、周六運行                                   |
| 2      | ぶらり三溪園BUS             | 紅磚倉庫、中華街入口                           | 三溪園                      | ■市營         | 周六、假日運行                                   |
| 3      | 21                          | 日本大通站縣廳前、元町、旭台、根岸站前         | 市電保存館                  | ■市營         |                                                  |
| 3      | 158                         | 日本大通站縣廳前、浦舟町                       | 瀧頭                        | ■市營         |                                                  |
| 4      | 109                         | 港未來大通                                     | 橫濱站前                    | ■市營         |                                                  |
| 4      | 156                         | 港未來大通、橫濱美術館                         | PACIFICO橫濱                | ■市營         | 僅平日運行                                       |
| 4      | 292                         | 港未來大通、橫濱美術館                         | PACIFICO橫濱                | ■市營         |                                                  |
| 4      | 紅鞋巴士C線                 | 紅磚倉庫、中華街、港見丘公園                   | 櫻木町站                    | ■市營         |                                                  |
| 4      | 紅鞋巴士M線                 | 港未來大通、PACIFICO橫濱、紅磚倉庫             | 櫻木町站                    | ■市營         |                                                  |
| 5      | 下車專用                    | 下車專用                                       | 下車專用                    | 下車專用      | 下車專用                                         |
| 6      | 113                         | 羽衣町、吉野町站前、瀧頭、磯子站前             | 磯子車庫                    | ■市營         |                                                  |
| 6      | 急行89、89                  | 野毛山動物園                                   | 一本松小學校                | ■市營         | ぶらり野毛山動物園BUS                            |
| 7      | 110                         | 羽衣町、瀧頭                                   | 磯子站前                    | ■京急         |                                                  |
| 7      | 110                         | 羽衣町、瀧頭、磯子站前、聖天橋                 | 杉田                        | ■京急         | 僅平日運行                                       |
| 7      | 110                         | 羽衣町、瀧頭、磯子站前、聖天橋、杉田           | 杉田平和町                  | ■京急         |                                                  |
| 7      | 機場接駁巴士                | 橫濱站 (YCAT)                                  | 羽田機場國際線航站樓        | ■京急         | 深夜早晨                                         |
| 7      | 機場接駁巴士                | 新縣廳前                                       | 羽田機場                    | ■京急         | 早晨往羽田機場五班（始發點）                     |
| 8      | ぶらり三溪園BUS             | 麵包超人博物館入口、橫濱站檢票口前             | 橫濱站前                    | ■市營         | 周六、假日運行                                   |
| 8      | 急行89                      | 橫濱站檢票口前                                 | 橫濱站前                    | ■市營         | ぶらり野毛山動物園BUS 週六日經麵包超人博物館入口 |
| 8      | 99                          | 市庁前、元町、本牧、根岸站前、磯子站前         | 磯子車庫                    | ■市營         |                                                  |
| 8      | 旭4                         | 羽衣町、南區綜合廳舍前、保土谷站東口           | 美立橋                      | ■相鐵         | 僅平日運行                                       |
| 8      | 旭4                         | 羽衣町、保土谷站東口                           | 美立橋                      | ■相鐵         | 僅周六日運行                                     |
| 9      | 横43                        | 羽衣町、井土谷                                 | 戶塚站東口                  | ■神奈中       |                                                  |
| 9      | 橫44                        | 羽衣町、井土谷、兒童醫療中心                   | 戶塚站東口                  | ■神奈中       |                                                  |
| 9      | 戶45                        | 羽衣町、南區綜合廳舍前、井土谷、兒童醫療中心   | 戶塚站東口                  | ■神奈中       | 僅平日運行                                       |
| 9      | 船20                        | 羽衣町、蒔田站前、上大岡站、清水橋             | 大船站(笠間口)              | ■神奈中       |                                                  |
| 9      | 港61                        | 羽衣町、蒔田站前、上大岡站、清水橋             | 港南台站                    | ■神奈中       |                                                  |
| 10     | 134                         | 伊勢佐木長者町站前、港紅十字醫院、本牧三溪園前 | 櫻木町站                    | ■FUJIEXPRESS  |                                                  |
| 10     | 134                         | 伊勢佐木長者町站前、港紅十字醫院、本牧三溪園前 | 大鳥中學校前                | ■FUJIEXPRESS  |                                                  |
| 10     | 156                         | 日之出町站前、吉野町站前                       | 瀧頭                        | ■市營         |                                                  |
| 10     | 292                         | 戶部本町、西區綜合廳舍入口、岡野町             | 淺間町車庫                  | ■市營         |                                                  |
| 10     | Lake Liner                  | 富士急高原樂園                                 | 河口湖站                    | ■相鐵/■富士急 | 季節運行                                         |
| 10     | 新山下、Daiwa Corporation線 | 港紅十字醫院                                   | 新山下、Daiwa Corporation前 | ■FUJIEXPRESS  | 僅平日運行                                       |
| 10     | 新山下、Daiwa Corporation線 | （中途不停）                                   | 新山下、Daiwa Corporation前 | ■FUJIEXPRESS  | 僅平日運行                                       |
| 11     | 101                         | 市廳前、元町、本牧                             | 根岸站前                    | ■市營         |                                                  |
| 11     | 105、106                    | 市廳前、元町、橫濱本牧站                       | 本牧車庫                    | ■市營         |                                                  |
| 11     | 105、106                    | 市廳前、元町、橫濱本牧站、本牧市民公園         | 本牧車庫                    | ■市營         |                                                  |
| 11     | 深夜364                     | 市廳前、元町、間門、本牧市民公園               | 本牧車庫                    | ■市營         | 平日周六運行                                     |
| 12     | 8、26、58、105              | 高島町、橫濱站剪票口前                         | 橫濱站前                    | ■市營         |                                                  |
| 12     | 101                         | 高島町、岡野町、洪福寺                         | 保土谷車庫                  | ■市營         |                                                  |
| 12     | 106                         | 高島町、戶部站前、保土谷站東口                 | 境木中學校                  | ■市營         |                                                  |
| 12     | 106                         | 高島町、戶部站前                               | 保土谷站東口                | ■市營         |                                                  |
| 12     | 急行148                     | 橫濱站剪票口前                                 | 橫濱站前                    | ■市營         |                                                  |
| 12     | 急行328、347                | 橫濱站剪票口前                                 | 橫濱站前                    | ■市營         | 僅平日運行                                       |
| 12     | 横43、横44、港61            | 高島町、橫濱站剪票口前                         | 橫濱站東口(橫濱站前)        | ■神奈中       |                                                  |

### 野毛大通
| 乘車處 | 系統           | 主要行經地                                     | 目的地         | 運行業者     | 備註                             |
| ------ | -------------- | ---------------------------------------------- | -------------- | ------------ | -------------------------------- |
| 1      | 急行89         | 櫻木町站前、橫濱站剪票口前                     | 橫濱站前       | ■市營        | ぶらり野毛山動物園BUS            |
| 1      | 89             |                                                | 櫻木町站前     | ■市營        | ぶらり野毛山動物園BUS 僅平日運行 |
| 1      | 134            |                                                | 櫻木町站前     | ■FUJIEXPRESS |                                  |
| 1      | 156            | 櫻木町站前、橫濱美術館                         | PACIFICO橫濱   | ■市營        | 僅平日運行                       |
| 1      | 156            |                                                | 櫻木町站前     | ■市營        |                                  |
| 1      | 江4201、江2101 | 高島町、橫濱站剪票口前                         | 橫濱站前       | ■江之電      |                                  |
| 2      | 急行89、89     | 野毛山動物園                                   | 一本松小學校   | ■市營        | ぶらり野毛山動物園BUS            |
| 2      | 134            | 伊勢佐木長者町站前、港紅十字醫院、本牧三溪園前 | 櫻木町站       | ■FUJIEXPRESS |                                  |
| 2      | 134            | 伊勢佐木長者町站前、港紅十字醫院、本牧三溪園前 | 大鳥中學校前   | ■FUJIEXPRESS |                                  |
| 2      | 156            | 日之出町站前、吉野町站前                       | 瀧頭           | ■市營        |                                  |
| 2      | 江4201         | 日之出町站前、上大岡站、田中                   | 栗木           | ■江之電      |                                  |
| 2      | 江2101         | 日之出町站前、上大岡站、清水橋                 | 大船站(笠間口) | ■江之電      |                                  |

## 相鄰車站
東日本旅客鐵道（JR東日本）
 根岸線
■快速、■各站停車
橫濱（JK 12）－櫻木町（JK 11）－關內（JK 10）
 橫濱線（本站 - 橫濱站間屬根岸線）
■快速、■各站停車
櫻木町站（JK 11）－橫濱（JK 12）
*:部分列車直通根岸線大船方向。
東海道本線貨物支線（高島線）
東高島－櫻木町
 橫濱市營地下鐵
 藍線（3號線）
■快速
關內（B17）－櫻木町（B18）－橫濱（B20）
■普通
關內（B17）－櫻木町（B18）－高島町（B19）

### 曾經存在的路線
東京急行電鐵
■東橫線
■特急、□通勤特急、■急行
橫濱－櫻木町
■各站停車
高島町－櫻木町

### 利用狀況
JR、地下鐵1日平均使用人數
1. ↑  各駅の乗車人員 （页面存档备份，存于） - JR東日本

JR東日本1999年度以後的上車人次
1. ↑  各駅の乗車人員（1999年度） （页面存档备份，存于） - JR東日本
2. ↑  各駅の乗車人員（2000年度） （页面存档备份，存于） - JR東日本
3. ↑  各駅の乗車人員（2001年度） （页面存档备份，存于） - JR東日本
4. ↑  各駅の乗車人員（2002年度） （页面存档备份，存于） - JR東日本
5. ↑  各駅の乗車人員（2003年度） （页面存档备份，存于） - JR東日本
6. ↑  各駅の乗車人員（2004年度） （页面存档备份，存于） - JR東日本
7. ↑  各駅の乗車人員（2005年度） （页面存档备份，存于） - JR東日本
8. ↑  各駅の乗車人員（2006年度） （页面存档备份，存于） - JR東日本
9. ↑  各駅の乗車人員（2007年度） （页面存档备份，存于） - JR東日本
10. ↑  各駅の乗車人員（2008年度） （页面存档备份，存于） - JR東日本
11. ↑  各駅の乗車人員（2009年度） （页面存档备份，存于） - JR東日本
12. ↑  各駅の乗車人員（2010年度） （页面存档备份，存于） - JR東日本
13. ↑  各駅の乗車人員（2011年度） （页面存档备份，存于） - JR東日本
14. ↑  各駅の乗車人員（2012年度） （页面存档备份，存于） - JR東日本
15. ↑  各駅の乗車人員（2013年度） （页面存档备份，存于） - JR東日本
16. ↑  各駅の乗車人員（2014年度） （页面存档备份，存于） - JR東日本
17. ↑  各駅の乗車人員（2015年度） （页面存档备份，存于） - JR東日本
18. ↑  各駅の乗車人員（2016年度） （页面存档备份，存于） - JR東日本
19. ↑  各駅の乗車人員（2017年度） （页面存档备份，存于） - JR東日本
20. ↑  各駅の乗車人員（2018年度） （页面存档备份，存于） - JR東日本
21. ↑  各駅の乗車人員（2018年度） （页面存档备份，存于） - JR東日本

JR、私鐵、地下鐵的統計資料
1. 1 2 3 4 5  横浜市統計書 （页面存档备份，存于） - 横浜市
2. ↑  各種報告書 （页面存档备份，存于） - 関東交通広告協議会

神奈川縣縣勢要覽
1. ↑  線区別駅別乗車人員（1日平均）の推移PDF
2. ↑  神奈川県県勢要覧（平成12年度）
3. 1 2  神奈川県県勢要覧（平成13年度）PDF
4. ↑  神奈川県県勢要覧（平成14年度）PDF
5. ↑  神奈川県県勢要覧（平成15年度）PDF
6. ↑  神奈川県県勢要覧（平成16年度）PDF
7. ↑  神奈川県県勢要覧（平成17年度）PDF
8. ↑  神奈川県県勢要覧（平成18年度）PDF
9. ↑  神奈川県県勢要覧（平成19年度）PDF
10. ↑  神奈川県県勢要覧（平成20年度）PDF
11. ↑  神奈川県県勢要覧（平成21年度）PDF
12. ↑  神奈川県県勢要覧（平成22年度）PDF
13. ↑  神奈川県県勢要覧（平成23年度）PDF
14. ↑  神奈川県県勢要覧（平成24年度）PDF
15. ↑  神奈川県県勢要覧（平成25年度）PDF
16. ↑  神奈川県県勢要覧（平成26年度）PDF
17. ↑  神奈川県県勢要覧（平成27年度）PDF
18. ↑  神奈川県県勢要覧（平成28年度）PDF
19. ↑  平成29年PDF

## 延伸閱讀
- . 東京急行電鉄株式会社. 1973-04-18.

## 外部連結
- 車站資訊（櫻木町）：東日本旅客鐵道
- 櫻木町站 （页面存档备份，存于） - 橫濱市交通局